# 世界の車窓から
『世界の車窓から』（せかいのしゃそうから、英語: See The World By Train）は、テレビ朝日で1987年（昭和62年）6月1日から放送 されている環境映像番組 あるいは紀行番組である。

## 概要
世界各地の鉄道の車窓から見える美しい景色や、その沿線の名所、観光地、列車内の乗客、乗務員、あるいは駅構内の様子を音楽に乗せて紹介する。1回あたりの放送時間が5分程度のいわゆるミニ番組で、ひとつの国や地域を1か月 - 3か月ほどかけて紹介する。
2016年5月2日に定期番組の放送回数が通算10000回に達し、テレビ番組では「徹子の部屋」に次ぐ日本で二番目の放送回数を誇る長寿番組 である。また、定期番組のほかに特別番組が全国ネットで数回放送されている（詳細後述）。
番組のテーマ曲は溝口肇作曲による「世界の車窓から」、スポンサーは富士通、ナレーターは俳優の石丸謙二郎 であり、これらスタッフ等は本番組開始以来変更されていない。
制作プロダクションはテレコムスタッフ。放送開始当初はテレコム・ジャパンが担当していたが、1992年に倒産の危機に陥った ことから、同社テレビ部門が急遽別資本を立ち上げ、同年9月4日に独立して新会社「テレコムスタッフ」を設立し、スタッフや番組制作を移管して放送を継続している。タイトルロゴは写研の「ナミン」のイタリック斜字体。
機材は番組がスタートしたアナログ放送時代は、ソニーCCD カメラBVP-5 とBVV-1のVTRとの一体型を使用していた。2000年8月からハイビジョン収録となり、カメラはソニーHDW-700A、レンズはキヤノンHJ18×7.8B4IRS、キヤノンJ8×6Bを使用 している。

### 製作の経緯
元テレコム・ジャパンのプロデューサーで現テレコムスタッフ代表取締役の岡部憲治は、広告会社電通から本番組が持ち込まれた際、連続性があって毎日楽しめるものをと考えた。調べると世界の鉄道網は120万キロある。ネタは尽きないはずと、列車に乗りながら撮影し旅を続ける番組を考案し、その後もプロデューサーを続けている。番組はイギリスの作家ポール・セルーの旅行記『鉄道大バザール』からヒントを得た という。
岡部憲治は、番組制作のための取材、撮影にあたって、ディレクターに対し次のようなことを肝に銘じるよう注文をした。「映像と音楽で見せる番組」「ロケハンはしない」「列車に乗って旅をする」「車窓からの風景を撮影する」そして「何よりも旅を楽しむ」。これが本番組を形作ることになった。

## 番組内容

### レギュラー放送
一か所あるいは隣接する数か所の国、地域の鉄道を、ディレクター、カメラマン、ビデオエンジニアからなる3人一組を基本とした日本からの取材陣に現地のコーディネーターやドライバーを加えて、およそ1か月から1か月半かけて取材、撮影し、これを概ね1か月から3か月程度の放送期間に編集して一つのシリーズ として紹介する。各シリーズは、複数の巻(VOL.)で構成され、初回放送からの通し番号で管理されている。
一巻あたりの放送時間は、CMを除くと正味135秒で、その内訳は、導入部が15.2秒、本編が109.8秒、結尾部が10.0秒である。本編と結尾部との間に番組提供者のCMが30秒間挿入される。また、導入部の前の45秒間、結尾部の後の1分30秒間にそれぞれCMが流れる。
| 時刻          | 内容       | 内容           | 時間    | 備考 |
| ------------- | ---------- | -------------- | ------- | --- |
| 23時10分      | スポットCM | スポットCM     | 45.0秒  | 15秒CM3回あるいは15秒CM1回＋30秒CM1回。 |
| 23時10分45秒  | 導入部     | 番組紹介       | 9.8秒   | 番組名、巻番号(VOL.)および番組内容を映像とナレーションで紹介する。                                                                                                  |
| 23時10分54秒8 | 導入部     | 提供クレジット | 5.4秒   | 提供者「富士通」をロゴと音声で紹介する。 |
| 23時11分00秒2 | 本編       | 本編           | 109.8秒 | 映像と音楽を中心に番組は進行し、適宜ナレーションが加わる。 序盤から中盤に音楽の曲名、作曲者を、終盤にナレーター、テーマ曲作者、協力者、制作者をテロップで紹介する。 |
| 23時12分50秒  | タイムCM   | タイムCM       | 30.0秒  | 富士通の30秒CM。 |
| 23時13分20秒  | 結尾部     | 提供クレジット | 5.0秒   | 提供者「富士通」をロゴと音声で紹介する。 |
| 23時13分25秒  | 結尾部     | 次回予告       | 5.0秒   | 次回の番組内容を映像とナレーションで紹介。 |
| 23時13分30秒  | スポットCM | スポットCM     | 90.0秒  | 15秒CM6回あるいは15秒CM4回＋30秒CM1回もしくは15秒CM2回＋30秒CM2回。ステーションブレークを含む。                                                                     |
| 23時15分      | 次番組     | 次番組         | －      | |

本番組の内容は、列車の外から撮る「客観的」ショットと列車内から撮る「主観的」ショットに大別され、特に列車内のショットに特徴がある。視聴者が体験できる「主観的」視点が大切にされ、取材陣が旅で体験、体感した｢発見｣｢驚き｣｢心地よさ｣などを映像化し、視聴者が旅人になれるよう乗客の目線で伝えている。それゆえに番組中のナレーションは極力少なくなっている。
また、ロケハンをしないことやシナリオを書かないことにより、番組の構成要素の一つである旅の中で心に残る｢人々との出会い｣｢風景との出会い｣といった偶然の｢出会い｣が、より多く引き起こされている 点も独特である。
各シリーズは、月曜日に始まり数週間後の日曜日 に終わる構成であったが、放送日が月曜日と火曜日の週2回となった2017年4月以降は、火曜日に始まる(月曜日に終わる)シリーズも登場している。放送開始最初の週(VOL.1～VOL.7)は、ロンドンからエディンバラへと向かう旅の紹介であった。
訪問した国と地域の数および走行距離は、放送開始から3年後の1990年9月時点で50か所、約10万km、11年後の1998年9月時点で78か所、40万km以上、2007年12月までに96か所、65万kmを超え、2018年10月現在で106か所、75万kmを超えた。最も多く取り上げられた国、地域は、フランスの18回 で、イタリア とスイス がこれに続く16回となっている。
なお、シリーズの対象として「日本の鉄道も例外ではない」と当時ADだった泰松洋美が発言をしている が、放送開始以来、日本の鉄道がシリーズ化されたことはない。その理由について泰松は色々と条件が厳しいからと語っている。
石丸謙二郎によるナレーションは、各巻ともに冒頭が｢世界の車窓から、今日は○○○○地方を走ります。｣、結びが｢明日は◇◇◇◇駅に到着します。｣といったように太文字部分の表現が定着している。翌日が放送休止日の場合は｢明日｣が｢次回｣に変更される。例外として、シリーズ初回の冒頭は｢世界の車窓から、今日から□□□□(シリーズ名)の旅が始まります。｣と表現し、また、シリーズ最終回の結びは｢明日[次回]から△△△△(新たに始まるシリーズ名)の旅が始まります。｣を用いて次のシリーズを予告する。
映像とともに流れるBGMは、導入部と結尾部においては溝口肇が作曲、演奏する本番組のテーマ曲『世界の車窓から』が用いられている。本編においてはジャズ、ロック、クラシック、Jポップから民族音楽に至るまで変化に富んだ様々なジャンルの音楽が採用され、番組の序盤から中盤で曲名と演奏者 がテレビ画面右下にテロップで紹介される。まれにBGMに替えて撮影現場の生の音声が流れる場合がある。

### 特別番組
世界の車窓スペシャル
- タイトル　「ヨーロッパ鉄道の旅・森と湖の国フィンランド」ラップランドの大自然ほか
- 放送日時　1987年9月29日(火) 21時 - 21時54分
- 出演　石丸謙二郎
- 備考　本特別番組放送終了直後の21時54分から定期番組「世界の車窓から」(VOL.120)が引き続き放送された。

世界の車窓から・3000回記念スペシャル
- タイトル　「火車で行く中国東海岸・上海－厦門・食の旅」
- 放送日時　1996年1月2日(火) 23時 - 23時54分
- 語り　石丸謙二郎
- 備考　22時54分から放送された定期番組「世界の車窓から」(VOL.3114)に引き続いて本特別番組が放送された。

富士通スペシャル「世界の車窓から」5000回記念
- タイトル　「世界の車窓スペシャルイタリア地中海岸の旅ローマ発ナポリ・シチリア」
- 放送日時　2001年5月6日(日) 12時 - 12時55分
- 特別出演(旅人)　沢田研二
- 番組内容　イタリア地中海岸、ローマからナポリ、シチリア島へと列車を乗り継ぎ旅をする車内ではワインを飲みながら、乗客たちとジェスチャーを交えて会話を楽しむ。また、古代ローマ都市ポンペイや海岸の都市チェファルーでは途中下車し、その土地の雰囲気を味わい感慨にふける場面も。

世界の車窓から 20周年記念スペシャル
- タイトル　「鉄道の故郷イギリスを巡る旅 紅葉のコッツウォルズからスコットランドへ」
- 放送日時　2007年12月16日(日) 15時30分 - 16時55分
- 特別出演(旅人)　安田成美
- 語り・出演　石丸謙二郎
- 協力　英国航空
- 案内協力　銀細工職人ウィリアム・ハートさん(当時38歳)、デビッド・ハートさん(当時69歳)、料理研究家ロバート・リースさん(当時39歳)、スコットランドタータン協会（英語版）・会長アリスター・バッカンさん
- 番組内容　初回シリーズで紹介されたイギリスの鉄道旅を安田成美と石丸謙二郎がそれぞれ別の鉄道路線に乗車して異なるルートでの風景や旅の途中での人々との交流を紹介する内容を新たに撮り下ろして放送した。安田成美は初回シリーズの出発地ロンドン(パディントン駅[注釈 14])からグラスゴーを目指し、石丸謙二郎は同じくロンドン(ユーストン駅)から初回シリーズの終着地マレイグ（英語版）を目指す。番組途中ではVOL.1、VOL.10、VOL.719などの過去の放送内容をCMの前後に数回のスポットで流している。番組最後には、放送当時発売中であった『世界の車窓からDVDブック』[31] 創刊号「スイス①」、第2号「フランス①」、第3号「ドイツ①」の3冊セットを抽選で20名にプレゼントする案内があった。

テレビ朝日開局50周年記念
- タイトル　「“世界一”シリーズ」
- 放送日時　 2009年1月30日(金) - 2009年2月9日(日)　放送時間は定期番組の時間帯。
- 番組内容　全10巻(VOL.7798～VOL.7807)に亘り、過去の巻、あるいは過去の複数の巻を再編集し、様々な“世界一”などのテーマで紹介した。
  - ｢世界一長い直線区間｣…オーストラリア連邦[33]。
  - ｢世界一の豪華列車｣…南アフリカ共和国[34]。
  - ｢世界一の急勾配を登る｣…スイス連邦[35]。
  - ｢世界一高い吊り橋を目指す｣…アメリカ合衆国[36]。
  - ｢世界三大瀑布へ向かう列車｣…ジンバブエ共和国、アルゼンチン共和国、カナダ[37]。
  - ｢世界最大の駅｣…アメリカ合衆国[38]。
  - ｢世界一のチューリップ畑を走る｣…オランダ王国[39]。
  - ｢ヨーロッパで一番高い駅を目指す｣…スイス連邦[40]。
  - ｢ヨーロッパ最北の駅へ向かう｣…ノルウェー王国[41]。
  - ｢世界遺産の鉄道｣…インド[42]。

世界の車窓から　放送30周年記念
- 放送局　CSテレ朝チャンネル1
- タイトル　「世界の車窓から 厳選ルート　ヨーロッパ編」
- 放送日時　2017年3月31日(金) 11時 - 13時
- 放送内容　放送開始以来1万回以上の放送の中から、スイス『氷河急行の旅』(サン・モリッツ～ツェルマット)、フランス『古城をめぐるロワール地方の旅』(パリ～オルレアン～ナント)、イギリス『ロンドン発イギリス縦断の旅』(ロンドン～ヨーク～エディンバラ)、スペイン『高速鉄道AVEの旅』(マドリッド～コルドバ～セビーリャ)、ドイツ『メルヘン鉄道の旅』(フランクフルト～ブレーメン)及びイタリア『北イタリアと高速列車の旅』(ミラノ～ヴェネツィア～ローマ)といった人気のルートをラインナップして2時間番組として放送した。また、本放送後の4月からは上記のルートに加え、ポルトガル『リスボン発 ポルトガル北部の旅』やオーストリア『ウィーン発 オーストリア横断の旅』など全16のルートを平日の12時30分から放送した。

### ウェブサイト
公式ホームページ
本番組の 公式HP は、番組制作者であるテレビ朝日のホームページ上にPCサイトと スマートフォンサイト が設けられている。PCサイトには、2007年2月5日放送(VOL.7103)以降の各シリーズ、各巻の放送内容、BGMの曲名および演奏者のほか、シリーズ概要や制作スタッフおよび撮影日記などが紹介され、2012年4月からはWeb上で番組に対する一般視聴者の意見や感想の募集を実施している。一方、スマートフォンサイトには簡単な番組紹介と石丸謙二郎のナレーションが加わった番組オリジナルメロディコールの案内情報が掲載されている。
放送開始当初、公式サイトは番組提供者である富士通のホームページ上で管理、公開されていた。各回の放送内容等の情報が掲載され始めたのは1996年4月8日(VOL.3215)で、以降、現在の公式サイトとほぼ同じ情報、内容およびデザインの掲載となった。
2007年2月5日(VOL.7103)には、公式サイトが富士通からテレビ朝日に移管され、2012年4月2日(VOL.8910)のリニューアルを経て現在に至っている。リニューアルによって、石丸謙二郎によるナレーションの情報がすべて削除されるなど各回の放送内容が大幅に簡略化されて、タイトル、写真と音源情報のみとなっている。
なお、富士通は公式サイト移管後に同社ホームページ内の広告宣伝サイトにおいて、本番組の簡単な紹介やカレンダーの販売のお知らせ等の情報を発信している。
公式Instagram
2022年12月1日から本番組公式Instagramで絶景動画や写真を公開している(「#車窓グラム」で検索)。
各国ホームページ
2021年11月以降、一部の国では、本番組において自国がシリーズで紹介される際に、政府観光局の公式ホームページ上で番組の内容を紹介している。
- イタリア政府観光局　公式Facebookにて、シリーズ「秋のイタリア 歴史都市と南チロルの旅」(2021年11月1日～2022年1月31日放送)を紹介[44]。
- タイ国政府観光庁　公式ホームページにて、シリーズ「タイ～常夏の楽園と古都をめぐる旅～」(2022年5月16日～8月2日放送)を紹介[45]。
- スイス政府観光局　公式Twitterにて、シリーズ「夏のスイス～アルプスの絶景に出会う旅～」(2022年8月8日～12月19日放送)を紹介[46]。
- ドイツ観光局　公式Twitterにて、シリーズ「黄金色の秋 ドイツ東部を巡る旅」(2022年12月20日～放送)を紹介[47]。

## 放送局・放送時間

### テレビ朝日（関東広域圏）

#### 放送日・放送時間
本番組は、放送を開始してから25年以上もの長い間、年末年始等の特別な日を除き原則として毎日放送され、放送時間帯は全て21時台後半(平日)もしくは22時台後半(土曜日と日曜日)のいわゆるプライムタイムであった。その後、2001年10月に平日の放送時間が23時台に移行し、2011年10月からは日曜日の放送時間、2012年10月からは土曜日の放送時間も、それぞれ23時台に移行した。2013年4月1日からは、土曜日および日曜日の放送が休止されて月曜日から金曜日までの週5回の放送となった。2017年4月3日からは水曜日から金曜日の放送も休止されて月曜日および火曜日の週2回の放送となっている。
| 月曜・火曜                        | 21時                                               | 21時                                               | 21時                               | 21時                               | 22時                                                      | 22時                                                      | 22時                                                      | 22時                                                      | 23時                                                      | 23時                                                      | 23時                                                      | 23時                                                      | 23時                                                      | 23時                                                      | 23時                       | CM枠     | 備考 |
| --------------------------------- | -------------------------------------------------- | -------------------------------------------------- | ---------------------------------- | ---------------------------------- | --------------------------------------------------------- | --------------------------------------------------------- | --------------------------------------------------------- | --------------------------------------------------------- | --------------------------------------------------------- | --------------------------------------------------------- | --------------------------------------------------------- | --------------------------------------------------------- | --------------------------------------------------------- | --------------------------------------------------------- | -------------------------- | -------- | --- |
| 至 1987.5.26(火)                  | 月曜:EAT9 火曜:新伍のわがまま大好き                | 月曜:EAT9 火曜:新伍のわがまま大好き                | ニューヨーク情報 21:54 - 22:00     | ニューヨーク情報 21:54 - 22:00     | ニュースステーション                                      | ニュースステーション                                      | ニュースステーション                                      | ニュースステーション                                      | ニュースステーション                                      | ニュースステーション                                      | ニュースステーション                                      | ニュースステーション                                      | ニュースステーション                                      | ニュースステーション                                      |                            |          | ※1 月曜:ビートたけしのTVタックル(21:00 - 21:54) 火曜:人気者でいこう!(21:00 - 21:54) 水曜:はみだし刑事情熱系(21:00 - 21:54) 木曜:恋愛中毒(21:00 - 21:54) 金曜:ターニングポイント(21:00 - 21:54) ※2 月曜:ビートたけしのTVタックル 火曜:人気者でいこう! 水曜:はぐれ刑事純情派 木曜:アナザヘヴンeclipse 金曜:ターニングポイント ※3 月曜:ビートたけしのTVタックル(21:00 - 21:54) 火曜:次週のロンドンハーツ(21:48 - 21:54) 水曜:はみだし刑事情熱系(21:00 - 21:54) 木曜:村上龍ドラマ・最後の家族(21:00～21:54) 金曜:世界痛快伝説!!運命のダダダダーン!(21:00 - 21:54) ※4 月:ちゃんネプ 火曜:『ぷっ』すま 水曜:パパパパPUFFFY 木曜:ぷらちなロンドンブーツ 金曜:嫉妬の香り ※5 月曜:激レアさんをつれてきた。(23:15 - 0:15) 火曜:ソノサキ(23:15 - 0:15) ※6 月曜:激レアさんをつれてきた。 火曜:ソノサキ ※7 月曜:かみひとえ 火曜:ロンドンハーツ ※8 月曜:かみひとえ(23:15 - 0:15) 火曜:ロンドンハーツ(23:15 - 0:15) ※9 水曜:はぐれ刑事純情派 木曜:氷点2001 金曜:世界痛快伝説!!運命のダダダダーン! ※10 水曜:マツコ&有吉の怒り新党 木曜:アメトーーク 金曜:奪い愛、冬 ※11 水曜:白の美術館 木曜:駅前物語 金曜:気づきの扉 ※12 土曜:日曜の天気(22:51 - 22:54) ※13 土曜:海へ(22:51 - 22:55) ※14 土曜:世界水泳(22:57 - 23:00) ※15 土曜:YOU MAY DREAM ※16 日曜:このあと日曜×芸人 |
| 乃 1987.6.1(月) 至 2000.3.21(火)  | 月曜:EAT9 火曜:新伍のわがまま大好き                | 月曜:EAT9 火曜:新伍のわがまま大好き                | 世界の車窓から 21:54～22:00        | 世界の車窓から 21:54～22:00        | ニュースステーション                                      | ニュースステーション                                      | ニュースステーション                                      | ニュースステーション                                      | ニュースステーション                                      | ニュースステーション                                      | ニュースステーション                                      | ニュースステーション                                      | ニュースステーション                                      | ニュースステーション                                      |                            | ローカル | ※1 月曜:ビートたけしのTVタックル(21:00 - 21:54) 火曜:人気者でいこう!(21:00 - 21:54) 水曜:はみだし刑事情熱系(21:00 - 21:54) 木曜:恋愛中毒(21:00 - 21:54) 金曜:ターニングポイント(21:00 - 21:54) ※2 月曜:ビートたけしのTVタックル 火曜:人気者でいこう! 水曜:はぐれ刑事純情派 木曜:アナザヘヴンeclipse 金曜:ターニングポイント ※3 月曜:ビートたけしのTVタックル(21:00 - 21:54) 火曜:次週のロンドンハーツ(21:48 - 21:54) 水曜:はみだし刑事情熱系(21:00 - 21:54) 木曜:村上龍ドラマ・最後の家族(21:00～21:54) 金曜:世界痛快伝説!!運命のダダダダーン!(21:00 - 21:54) ※4 月:ちゃんネプ 火曜:『ぷっ』すま 水曜:パパパパPUFFFY 木曜:ぷらちなロンドンブーツ 金曜:嫉妬の香り ※5 月曜:激レアさんをつれてきた。(23:15 - 0:15) 火曜:ソノサキ(23:15 - 0:15) ※6 月曜:激レアさんをつれてきた。 火曜:ソノサキ ※7 月曜:かみひとえ 火曜:ロンドンハーツ ※8 月曜:かみひとえ(23:15 - 0:15) 火曜:ロンドンハーツ(23:15 - 0:15) ※9 水曜:はぐれ刑事純情派 木曜:氷点2001 金曜:世界痛快伝説!!運命のダダダダーン! ※10 水曜:マツコ&有吉の怒り新党 木曜:アメトーーク 金曜:奪い愛、冬 ※11 水曜:白の美術館 木曜:駅前物語 金曜:気づきの扉 ※12 土曜:日曜の天気(22:51 - 22:54) ※13 土曜:海へ(22:51 - 22:55) ※14 土曜:世界水泳(22:57 - 23:00) ※15 土曜:YOU MAY DREAM ※16 日曜:このあと日曜×芸人 |
| 乃 1987.6.1(月) 至 2000.3.21(火)  | ※1                                                 |                                                    | 世界の車窓から 21:54～22:00        | 世界の車窓から 21:54～22:00        | ニュースステーション                                      | ニュースステーション                                      | ニュースステーション                                      | ニュースステーション                                      | ニュースステーション                                      | ニュースステーション                                      | ニュースステーション                                      | ニュースステーション                                      | ニュースステーション                                      | ニュースステーション                                      |                            | ローカル | ※1 月曜:ビートたけしのTVタックル(21:00 - 21:54) 火曜:人気者でいこう!(21:00 - 21:54) 水曜:はみだし刑事情熱系(21:00 - 21:54) 木曜:恋愛中毒(21:00 - 21:54) 金曜:ターニングポイント(21:00 - 21:54) ※2 月曜:ビートたけしのTVタックル 火曜:人気者でいこう! 水曜:はぐれ刑事純情派 木曜:アナザヘヴンeclipse 金曜:ターニングポイント ※3 月曜:ビートたけしのTVタックル(21:00 - 21:54) 火曜:次週のロンドンハーツ(21:48 - 21:54) 水曜:はみだし刑事情熱系(21:00 - 21:54) 木曜:村上龍ドラマ・最後の家族(21:00～21:54) 金曜:世界痛快伝説!!運命のダダダダーン!(21:00 - 21:54) ※4 月:ちゃんネプ 火曜:『ぷっ』すま 水曜:パパパパPUFFFY 木曜:ぷらちなロンドンブーツ 金曜:嫉妬の香り ※5 月曜:激レアさんをつれてきた。(23:15 - 0:15) 火曜:ソノサキ(23:15 - 0:15) ※6 月曜:激レアさんをつれてきた。 火曜:ソノサキ ※7 月曜:かみひとえ 火曜:ロンドンハーツ ※8 月曜:かみひとえ(23:15 - 0:15) 火曜:ロンドンハーツ(23:15 - 0:15) ※9 水曜:はぐれ刑事純情派 木曜:氷点2001 金曜:世界痛快伝説!!運命のダダダダーン! ※10 水曜:マツコ&有吉の怒り新党 木曜:アメトーーク 金曜:奪い愛、冬 ※11 水曜:白の美術館 木曜:駅前物語 金曜:気づきの扉 ※12 土曜:日曜の天気(22:51 - 22:54) ※13 土曜:海へ(22:51 - 22:55) ※14 土曜:世界水泳(22:57 - 23:00) ※15 土曜:YOU MAY DREAM ※16 日曜:このあと日曜×芸人 |
| 乃 2000.3.27(月) 至 2001.9.25(火) | ※2                                                 | 世界の車窓から 21:48 - 21:54                       | ニュースステーション 21:54 - 23:09 | ニュースステーション 21:54 - 23:09 | ニュースステーション 21:54 - 23:09                        | ニュースステーション 21:54 - 23:09                        | ニュースステーション 21:54 - 23:09                        | ニュースステーション 21:54 - 23:09                        | ニュースステーション 21:54 - 23:09                        | ニュースステーション 21:54 - 23:09                        | ネオバラエティ 23:09 - 23:20                              | ネオバラエティ 23:09 - 23:20                              | ネオバラエティ 23:09 - 23:20                              | ネオバラエティ 23:09 - 23:20                              |                            | ネット   | ※1 月曜:ビートたけしのTVタックル(21:00 - 21:54) 火曜:人気者でいこう!(21:00 - 21:54) 水曜:はみだし刑事情熱系(21:00 - 21:54) 木曜:恋愛中毒(21:00 - 21:54) 金曜:ターニングポイント(21:00 - 21:54) ※2 月曜:ビートたけしのTVタックル 火曜:人気者でいこう! 水曜:はぐれ刑事純情派 木曜:アナザヘヴンeclipse 金曜:ターニングポイント ※3 月曜:ビートたけしのTVタックル(21:00 - 21:54) 火曜:次週のロンドンハーツ(21:48 - 21:54) 水曜:はみだし刑事情熱系(21:00 - 21:54) 木曜:村上龍ドラマ・最後の家族(21:00～21:54) 金曜:世界痛快伝説!!運命のダダダダーン!(21:00 - 21:54) ※4 月:ちゃんネプ 火曜:『ぷっ』すま 水曜:パパパパPUFFFY 木曜:ぷらちなロンドンブーツ 金曜:嫉妬の香り ※5 月曜:激レアさんをつれてきた。(23:15 - 0:15) 火曜:ソノサキ(23:15 - 0:15) ※6 月曜:激レアさんをつれてきた。 火曜:ソノサキ ※7 月曜:かみひとえ 火曜:ロンドンハーツ ※8 月曜:かみひとえ(23:15 - 0:15) 火曜:ロンドンハーツ(23:15 - 0:15) ※9 水曜:はぐれ刑事純情派 木曜:氷点2001 金曜:世界痛快伝説!!運命のダダダダーン! ※10 水曜:マツコ&有吉の怒り新党 木曜:アメトーーク 金曜:奪い愛、冬 ※11 水曜:白の美術館 木曜:駅前物語 金曜:気づきの扉 ※12 土曜:日曜の天気(22:51 - 22:54) ※13 土曜:海へ(22:51 - 22:55) ※14 土曜:世界水泳(22:57 - 23:00) ※15 土曜:YOU MAY DREAM ※16 日曜:このあと日曜×芸人 |
| 乃 2000.3.27(月) 至 2001.9.25(火) | ※2                                                 | 世界の車窓から 21:48 - 21:54                       | ニュースステーション 21:54 - 23:09 | ニュースステーション 21:54 - 23:09 | ニュースステーション 21:54 - 23:09                        | ニュースステーション 21:54 - 23:09                        | ニュースステーション 21:54 - 23:09                        | ニュースステーション 21:54 - 23:09                        | ニュースステーション 21:54 - 23:09                        | ニュースステーション 21:54 - 23:09                        | ネオバラエティ 23:09 - 23:20                              | ネオバラエティ 23:09 - 23:20                              | ネオバラエティ 23:09 - 23:20                              | ネオバラエティ 23:09 - 23:20                              |                            | ネット   | ※1 月曜:ビートたけしのTVタックル(21:00 - 21:54) 火曜:人気者でいこう!(21:00 - 21:54) 水曜:はみだし刑事情熱系(21:00 - 21:54) 木曜:恋愛中毒(21:00 - 21:54) 金曜:ターニングポイント(21:00 - 21:54) ※2 月曜:ビートたけしのTVタックル 火曜:人気者でいこう! 水曜:はぐれ刑事純情派 木曜:アナザヘヴンeclipse 金曜:ターニングポイント ※3 月曜:ビートたけしのTVタックル(21:00 - 21:54) 火曜:次週のロンドンハーツ(21:48 - 21:54) 水曜:はみだし刑事情熱系(21:00 - 21:54) 木曜:村上龍ドラマ・最後の家族(21:00～21:54) 金曜:世界痛快伝説!!運命のダダダダーン!(21:00 - 21:54) ※4 月:ちゃんネプ 火曜:『ぷっ』すま 水曜:パパパパPUFFFY 木曜:ぷらちなロンドンブーツ 金曜:嫉妬の香り ※5 月曜:激レアさんをつれてきた。(23:15 - 0:15) 火曜:ソノサキ(23:15 - 0:15) ※6 月曜:激レアさんをつれてきた。 火曜:ソノサキ ※7 月曜:かみひとえ 火曜:ロンドンハーツ ※8 月曜:かみひとえ(23:15 - 0:15) 火曜:ロンドンハーツ(23:15 - 0:15) ※9 水曜:はぐれ刑事純情派 木曜:氷点2001 金曜:世界痛快伝説!!運命のダダダダーン! ※10 水曜:マツコ&有吉の怒り新党 木曜:アメトーーク 金曜:奪い愛、冬 ※11 水曜:白の美術館 木曜:駅前物語 金曜:気づきの扉 ※12 土曜:日曜の天気(22:51 - 22:54) ※13 土曜:海へ(22:51 - 22:55) ※14 土曜:世界水泳(22:57 - 23:00) ※15 土曜:YOU MAY DREAM ※16 日曜:このあと日曜×芸人 |
| 乃 2001.10.1(月) 至 2018.9.25(火) | ※3                                                 | ※3                                                 | ニュースステーション               | ニュースステーション               | ニュースステーション                                      | ニュースステーション                                      | ニュースステーション                                      | ニュースステーション                                      | ニュースステーション                                      | ニュースステーション                                      | ニュースステーション                                      | 世界の車窓から 23:10 - 23:15                              | 世界の車窓から 23:10 - 23:15                              | ※4                                                        | ※4                         | ローカル | ※1 月曜:ビートたけしのTVタックル(21:00 - 21:54) 火曜:人気者でいこう!(21:00 - 21:54) 水曜:はみだし刑事情熱系(21:00 - 21:54) 木曜:恋愛中毒(21:00 - 21:54) 金曜:ターニングポイント(21:00 - 21:54) ※2 月曜:ビートたけしのTVタックル 火曜:人気者でいこう! 水曜:はぐれ刑事純情派 木曜:アナザヘヴンeclipse 金曜:ターニングポイント ※3 月曜:ビートたけしのTVタックル(21:00 - 21:54) 火曜:次週のロンドンハーツ(21:48 - 21:54) 水曜:はみだし刑事情熱系(21:00 - 21:54) 木曜:村上龍ドラマ・最後の家族(21:00～21:54) 金曜:世界痛快伝説!!運命のダダダダーン!(21:00 - 21:54) ※4 月:ちゃんネプ 火曜:『ぷっ』すま 水曜:パパパパPUFFFY 木曜:ぷらちなロンドンブーツ 金曜:嫉妬の香り ※5 月曜:激レアさんをつれてきた。(23:15 - 0:15) 火曜:ソノサキ(23:15 - 0:15) ※6 月曜:激レアさんをつれてきた。 火曜:ソノサキ ※7 月曜:かみひとえ 火曜:ロンドンハーツ ※8 月曜:かみひとえ(23:15 - 0:15) 火曜:ロンドンハーツ(23:15 - 0:15) ※9 水曜:はぐれ刑事純情派 木曜:氷点2001 金曜:世界痛快伝説!!運命のダダダダーン! ※10 水曜:マツコ&有吉の怒り新党 木曜:アメトーーク 金曜:奪い愛、冬 ※11 水曜:白の美術館 木曜:駅前物語 金曜:気づきの扉 ※12 土曜:日曜の天気(22:51 - 22:54) ※13 土曜:海へ(22:51 - 22:55) ※14 土曜:世界水泳(22:57 - 23:00) ※15 土曜:YOU MAY DREAM ※16 日曜:このあと日曜×芸人 |
| 乃 2001.10.1(月) 至 2018.9.25(火) |                                                    |                                                    | 報道ステーション                   | 報道ステーション                   | 報道ステーション                                          | 報道ステーション                                          | 報道ステーション                                          | 報道ステーション                                          | 報道ステーション                                          | 報道ステーション                                          | 報道ステーション                                          | 世界の車窓から 23:10 - 23:15                              | 世界の車窓から 23:10 - 23:15                              | ※5                                                        | ※5                         | ローカル | ※1 月曜:ビートたけしのTVタックル(21:00 - 21:54) 火曜:人気者でいこう!(21:00 - 21:54) 水曜:はみだし刑事情熱系(21:00 - 21:54) 木曜:恋愛中毒(21:00 - 21:54) 金曜:ターニングポイント(21:00 - 21:54) ※2 月曜:ビートたけしのTVタックル 火曜:人気者でいこう! 水曜:はぐれ刑事純情派 木曜:アナザヘヴンeclipse 金曜:ターニングポイント ※3 月曜:ビートたけしのTVタックル(21:00 - 21:54) 火曜:次週のロンドンハーツ(21:48 - 21:54) 水曜:はみだし刑事情熱系(21:00 - 21:54) 木曜:村上龍ドラマ・最後の家族(21:00～21:54) 金曜:世界痛快伝説!!運命のダダダダーン!(21:00 - 21:54) ※4 月:ちゃんネプ 火曜:『ぷっ』すま 水曜:パパパパPUFFFY 木曜:ぷらちなロンドンブーツ 金曜:嫉妬の香り ※5 月曜:激レアさんをつれてきた。(23:15 - 0:15) 火曜:ソノサキ(23:15 - 0:15) ※6 月曜:激レアさんをつれてきた。 火曜:ソノサキ ※7 月曜:かみひとえ 火曜:ロンドンハーツ ※8 月曜:かみひとえ(23:15 - 0:15) 火曜:ロンドンハーツ(23:15 - 0:15) ※9 水曜:はぐれ刑事純情派 木曜:氷点2001 金曜:世界痛快伝説!!運命のダダダダーン! ※10 水曜:マツコ&有吉の怒り新党 木曜:アメトーーク 金曜:奪い愛、冬 ※11 水曜:白の美術館 木曜:駅前物語 金曜:気づきの扉 ※12 土曜:日曜の天気(22:51 - 22:54) ※13 土曜:海へ(22:51 - 22:55) ※14 土曜:世界水泳(22:57 - 23:00) ※15 土曜:YOU MAY DREAM ※16 日曜:このあと日曜×芸人 |
| 乃 2018.10.1(月) 至 2019.9.24(火) |                                                    |                                                    | 報道ステーション 21:54 - 23:15     | 報道ステーション 21:54 - 23:15     | 報道ステーション 21:54 - 23:15                            | 報道ステーション 21:54 - 23:15                            | 報道ステーション 21:54 - 23:15                            | 報道ステーション 21:54 - 23:15                            | 報道ステーション 21:54 - 23:15                            | 報道ステーション 21:54 - 23:15                            | 報道ステーション 21:54 - 23:15                            | 報道ステーション 21:54 - 23:15                            | 報道ステーション 21:54 - 23:15                            | 世界の車窓から 23:15 - 23:20                              | ※6                         | ネット   | ※1 月曜:ビートたけしのTVタックル(21:00 - 21:54) 火曜:人気者でいこう!(21:00 - 21:54) 水曜:はみだし刑事情熱系(21:00 - 21:54) 木曜:恋愛中毒(21:00 - 21:54) 金曜:ターニングポイント(21:00 - 21:54) ※2 月曜:ビートたけしのTVタックル 火曜:人気者でいこう! 水曜:はぐれ刑事純情派 木曜:アナザヘヴンeclipse 金曜:ターニングポイント ※3 月曜:ビートたけしのTVタックル(21:00 - 21:54) 火曜:次週のロンドンハーツ(21:48 - 21:54) 水曜:はみだし刑事情熱系(21:00 - 21:54) 木曜:村上龍ドラマ・最後の家族(21:00～21:54) 金曜:世界痛快伝説!!運命のダダダダーン!(21:00 - 21:54) ※4 月:ちゃんネプ 火曜:『ぷっ』すま 水曜:パパパパPUFFFY 木曜:ぷらちなロンドンブーツ 金曜:嫉妬の香り ※5 月曜:激レアさんをつれてきた。(23:15 - 0:15) 火曜:ソノサキ(23:15 - 0:15) ※6 月曜:激レアさんをつれてきた。 火曜:ソノサキ ※7 月曜:かみひとえ 火曜:ロンドンハーツ ※8 月曜:かみひとえ(23:15 - 0:15) 火曜:ロンドンハーツ(23:15 - 0:15) ※9 水曜:はぐれ刑事純情派 木曜:氷点2001 金曜:世界痛快伝説!!運命のダダダダーン! ※10 水曜:マツコ&有吉の怒り新党 木曜:アメトーーク 金曜:奪い愛、冬 ※11 水曜:白の美術館 木曜:駅前物語 金曜:気づきの扉 ※12 土曜:日曜の天気(22:51 - 22:54) ※13 土曜:海へ(22:51 - 22:55) ※14 土曜:世界水泳(22:57 - 23:00) ※15 土曜:YOU MAY DREAM ※16 日曜:このあと日曜×芸人 |
| 乃 2018.10.1(月) 至 2019.9.24(火) |                                                    | ※7                                                 | 報道ステーション 21:54 - 23:15     | 報道ステーション 21:54 - 23:15     | 報道ステーション 21:54 - 23:15                            | 報道ステーション 21:54 - 23:15                            | 報道ステーション 21:54 - 23:15                            | 報道ステーション 21:54 - 23:15                            | 報道ステーション 21:54 - 23:15                            | 報道ステーション 21:54 - 23:15                            | 報道ステーション 21:54 - 23:15                            | 報道ステーション 21:54 - 23:15                            | 報道ステーション 21:54 - 23:15                            | 世界の車窓から 23:15 - 23:20                              |                            | ネット   | ※1 月曜:ビートたけしのTVタックル(21:00 - 21:54) 火曜:人気者でいこう!(21:00 - 21:54) 水曜:はみだし刑事情熱系(21:00 - 21:54) 木曜:恋愛中毒(21:00 - 21:54) 金曜:ターニングポイント(21:00 - 21:54) ※2 月曜:ビートたけしのTVタックル 火曜:人気者でいこう! 水曜:はぐれ刑事純情派 木曜:アナザヘヴンeclipse 金曜:ターニングポイント ※3 月曜:ビートたけしのTVタックル(21:00 - 21:54) 火曜:次週のロンドンハーツ(21:48 - 21:54) 水曜:はみだし刑事情熱系(21:00 - 21:54) 木曜:村上龍ドラマ・最後の家族(21:00～21:54) 金曜:世界痛快伝説!!運命のダダダダーン!(21:00 - 21:54) ※4 月:ちゃんネプ 火曜:『ぷっ』すま 水曜:パパパパPUFFFY 木曜:ぷらちなロンドンブーツ 金曜:嫉妬の香り ※5 月曜:激レアさんをつれてきた。(23:15 - 0:15) 火曜:ソノサキ(23:15 - 0:15) ※6 月曜:激レアさんをつれてきた。 火曜:ソノサキ ※7 月曜:かみひとえ 火曜:ロンドンハーツ ※8 月曜:かみひとえ(23:15 - 0:15) 火曜:ロンドンハーツ(23:15 - 0:15) ※9 水曜:はぐれ刑事純情派 木曜:氷点2001 金曜:世界痛快伝説!!運命のダダダダーン! ※10 水曜:マツコ&有吉の怒り新党 木曜:アメトーーク 金曜:奪い愛、冬 ※11 水曜:白の美術館 木曜:駅前物語 金曜:気づきの扉 ※12 土曜:日曜の天気(22:51 - 22:54) ※13 土曜:海へ(22:51 - 22:55) ※14 土曜:世界水泳(22:57 - 23:00) ※15 土曜:YOU MAY DREAM ※16 日曜:このあと日曜×芸人 |
| 乃 2019.9.30(月)                  |                                                    |                                                    | 報道ステーション                   | 報道ステーション                   | 報道ステーション                                          | 報道ステーション                                          | 報道ステーション                                          | 報道ステーション                                          | 報道ステーション                                          | 報道ステーション                                          | 報道ステーション                                          | 世界の車窓から 23:10 - 23:15                              | 世界の車窓から 23:10 - 23:15                              | ※8                                                        | ※8                         | ローカル | ※1 月曜:ビートたけしのTVタックル(21:00 - 21:54) 火曜:人気者でいこう!(21:00 - 21:54) 水曜:はみだし刑事情熱系(21:00 - 21:54) 木曜:恋愛中毒(21:00 - 21:54) 金曜:ターニングポイント(21:00 - 21:54) ※2 月曜:ビートたけしのTVタックル 火曜:人気者でいこう! 水曜:はぐれ刑事純情派 木曜:アナザヘヴンeclipse 金曜:ターニングポイント ※3 月曜:ビートたけしのTVタックル(21:00 - 21:54) 火曜:次週のロンドンハーツ(21:48 - 21:54) 水曜:はみだし刑事情熱系(21:00 - 21:54) 木曜:村上龍ドラマ・最後の家族(21:00～21:54) 金曜:世界痛快伝説!!運命のダダダダーン!(21:00 - 21:54) ※4 月:ちゃんネプ 火曜:『ぷっ』すま 水曜:パパパパPUFFFY 木曜:ぷらちなロンドンブーツ 金曜:嫉妬の香り ※5 月曜:激レアさんをつれてきた。(23:15 - 0:15) 火曜:ソノサキ(23:15 - 0:15) ※6 月曜:激レアさんをつれてきた。 火曜:ソノサキ ※7 月曜:かみひとえ 火曜:ロンドンハーツ ※8 月曜:かみひとえ(23:15 - 0:15) 火曜:ロンドンハーツ(23:15 - 0:15) ※9 水曜:はぐれ刑事純情派 木曜:氷点2001 金曜:世界痛快伝説!!運命のダダダダーン! ※10 水曜:マツコ&有吉の怒り新党 木曜:アメトーーク 金曜:奪い愛、冬 ※11 水曜:白の美術館 木曜:駅前物語 金曜:気づきの扉 ※12 土曜:日曜の天気(22:51 - 22:54) ※13 土曜:海へ(22:51 - 22:55) ※14 土曜:世界水泳(22:57 - 23:00) ※15 土曜:YOU MAY DREAM ※16 日曜:このあと日曜×芸人 |
| 水曜 - 金曜                       | 21時                                               | 21時                                               | 21時                               | 21時                               | 22時                                                      | 22時                                                      | 22時                                                      | 22時                                                      | 23時                                                      | 23時                                                      | 23時                                                      | 23時                                                      | 23時                                                      | 23時                                                      | 23時                       | CM枠     | ※1 月曜:ビートたけしのTVタックル(21:00 - 21:54) 火曜:人気者でいこう!(21:00 - 21:54) 水曜:はみだし刑事情熱系(21:00 - 21:54) 木曜:恋愛中毒(21:00 - 21:54) 金曜:ターニングポイント(21:00 - 21:54) ※2 月曜:ビートたけしのTVタックル 火曜:人気者でいこう! 水曜:はぐれ刑事純情派 木曜:アナザヘヴンeclipse 金曜:ターニングポイント ※3 月曜:ビートたけしのTVタックル(21:00 - 21:54) 火曜:次週のロンドンハーツ(21:48 - 21:54) 水曜:はみだし刑事情熱系(21:00 - 21:54) 木曜:村上龍ドラマ・最後の家族(21:00～21:54) 金曜:世界痛快伝説!!運命のダダダダーン!(21:00 - 21:54) ※4 月:ちゃんネプ 火曜:『ぷっ』すま 水曜:パパパパPUFFFY 木曜:ぷらちなロンドンブーツ 金曜:嫉妬の香り ※5 月曜:激レアさんをつれてきた。(23:15 - 0:15) 火曜:ソノサキ(23:15 - 0:15) ※6 月曜:激レアさんをつれてきた。 火曜:ソノサキ ※7 月曜:かみひとえ 火曜:ロンドンハーツ ※8 月曜:かみひとえ(23:15 - 0:15) 火曜:ロンドンハーツ(23:15 - 0:15) ※9 水曜:はぐれ刑事純情派 木曜:氷点2001 金曜:世界痛快伝説!!運命のダダダダーン! ※10 水曜:マツコ&有吉の怒り新党 木曜:アメトーーク 金曜:奪い愛、冬 ※11 水曜:白の美術館 木曜:駅前物語 金曜:気づきの扉 ※12 土曜:日曜の天気(22:51 - 22:54) ※13 土曜:海へ(22:51 - 22:55) ※14 土曜:世界水泳(22:57 - 23:00) ※15 土曜:YOU MAY DREAM ※16 日曜:このあと日曜×芸人 |
| 至 1987.5.29(金)                  | 水曜:大都会25時 木曜:ドラマ21 金曜:ザ・ハングマン6 | 水曜:大都会25時 木曜:ドラマ21 金曜:ザ・ハングマン6 | ニューヨーク情報 21:54 - 22:00     | ニューヨーク情報 21:54 - 22:00     | 水曜・木曜:ニュースステーション 金曜:必殺仕事人風雲竜虎編 | 水曜・木曜:ニュースステーション 金曜:必殺仕事人風雲竜虎編 | 水曜・木曜:ニュースステーション 金曜:必殺仕事人風雲竜虎編 | 水曜・木曜:ニュースステーション 金曜:必殺仕事人風雲竜虎編 | 水曜・木曜:ニュースステーション 金曜:必殺仕事人風雲竜虎編 | 水曜・木曜:ニュースステーション 金曜:必殺仕事人風雲竜虎編 | 水曜・木曜:ニュースステーション 金曜:必殺仕事人風雲竜虎編 | 水曜・木曜:ニュースステーション 金曜:必殺仕事人風雲竜虎編 | 水曜・木曜:ニュースステーション 金曜:必殺仕事人風雲竜虎編 | 水曜・木曜:ニュースステーション 金曜:必殺仕事人風雲竜虎編 |                            |          | ※1 月曜:ビートたけしのTVタックル(21:00 - 21:54) 火曜:人気者でいこう!(21:00 - 21:54) 水曜:はみだし刑事情熱系(21:00 - 21:54) 木曜:恋愛中毒(21:00 - 21:54) 金曜:ターニングポイント(21:00 - 21:54) ※2 月曜:ビートたけしのTVタックル 火曜:人気者でいこう! 水曜:はぐれ刑事純情派 木曜:アナザヘヴンeclipse 金曜:ターニングポイント ※3 月曜:ビートたけしのTVタックル(21:00 - 21:54) 火曜:次週のロンドンハーツ(21:48 - 21:54) 水曜:はみだし刑事情熱系(21:00 - 21:54) 木曜:村上龍ドラマ・最後の家族(21:00～21:54) 金曜:世界痛快伝説!!運命のダダダダーン!(21:00 - 21:54) ※4 月:ちゃんネプ 火曜:『ぷっ』すま 水曜:パパパパPUFFFY 木曜:ぷらちなロンドンブーツ 金曜:嫉妬の香り ※5 月曜:激レアさんをつれてきた。(23:15 - 0:15) 火曜:ソノサキ(23:15 - 0:15) ※6 月曜:激レアさんをつれてきた。 火曜:ソノサキ ※7 月曜:かみひとえ 火曜:ロンドンハーツ ※8 月曜:かみひとえ(23:15 - 0:15) 火曜:ロンドンハーツ(23:15 - 0:15) ※9 水曜:はぐれ刑事純情派 木曜:氷点2001 金曜:世界痛快伝説!!運命のダダダダーン! ※10 水曜:マツコ&有吉の怒り新党 木曜:アメトーーク 金曜:奪い愛、冬 ※11 水曜:白の美術館 木曜:駅前物語 金曜:気づきの扉 ※12 土曜:日曜の天気(22:51 - 22:54) ※13 土曜:海へ(22:51 - 22:55) ※14 土曜:世界水泳(22:57 - 23:00) ※15 土曜:YOU MAY DREAM ※16 日曜:このあと日曜×芸人 |
| 乃 1987.6.3(水) 至 2000.3.24(金)  | 水曜:大都会25時 木曜:ドラマ21 金曜:ザ・ハングマン6 | 水曜:大都会25時 木曜:ドラマ21 金曜:ザ・ハングマン6 | 世界の車窓から 21:54 - 22:00       | 世界の車窓から 21:54 - 22:00       | 水曜・木曜:ニュースステーション 金曜:必殺仕事人風雲竜虎編 | 水曜・木曜:ニュースステーション 金曜:必殺仕事人風雲竜虎編 | 水曜・木曜:ニュースステーション 金曜:必殺仕事人風雲竜虎編 | 水曜・木曜:ニュースステーション 金曜:必殺仕事人風雲竜虎編 | 水曜・木曜:ニュースステーション 金曜:必殺仕事人風雲竜虎編 | 水曜・木曜:ニュースステーション 金曜:必殺仕事人風雲竜虎編 | 水曜・木曜:ニュースステーション 金曜:必殺仕事人風雲竜虎編 | 水曜・木曜:ニュースステーション 金曜:必殺仕事人風雲竜虎編 | 水曜・木曜:ニュースステーション 金曜:必殺仕事人風雲竜虎編 | 水曜・木曜:ニュースステーション 金曜:必殺仕事人風雲竜虎編 |                            | ローカル | ※1 月曜:ビートたけしのTVタックル(21:00 - 21:54) 火曜:人気者でいこう!(21:00 - 21:54) 水曜:はみだし刑事情熱系(21:00 - 21:54) 木曜:恋愛中毒(21:00 - 21:54) 金曜:ターニングポイント(21:00 - 21:54) ※2 月曜:ビートたけしのTVタックル 火曜:人気者でいこう! 水曜:はぐれ刑事純情派 木曜:アナザヘヴンeclipse 金曜:ターニングポイント ※3 月曜:ビートたけしのTVタックル(21:00 - 21:54) 火曜:次週のロンドンハーツ(21:48 - 21:54) 水曜:はみだし刑事情熱系(21:00 - 21:54) 木曜:村上龍ドラマ・最後の家族(21:00～21:54) 金曜:世界痛快伝説!!運命のダダダダーン!(21:00 - 21:54) ※4 月:ちゃんネプ 火曜:『ぷっ』すま 水曜:パパパパPUFFFY 木曜:ぷらちなロンドンブーツ 金曜:嫉妬の香り ※5 月曜:激レアさんをつれてきた。(23:15 - 0:15) 火曜:ソノサキ(23:15 - 0:15) ※6 月曜:激レアさんをつれてきた。 火曜:ソノサキ ※7 月曜:かみひとえ 火曜:ロンドンハーツ ※8 月曜:かみひとえ(23:15 - 0:15) 火曜:ロンドンハーツ(23:15 - 0:15) ※9 水曜:はぐれ刑事純情派 木曜:氷点2001 金曜:世界痛快伝説!!運命のダダダダーン! ※10 水曜:マツコ&有吉の怒り新党 木曜:アメトーーク 金曜:奪い愛、冬 ※11 水曜:白の美術館 木曜:駅前物語 金曜:気づきの扉 ※12 土曜:日曜の天気(22:51 - 22:54) ※13 土曜:海へ(22:51 - 22:55) ※14 土曜:世界水泳(22:57 - 23:00) ※15 土曜:YOU MAY DREAM ※16 日曜:このあと日曜×芸人 |
| 乃 1987.6.3(水) 至 2000.3.24(金)  | ※1                                                 |                                                    | 世界の車窓から 21:54 - 22:00       | 世界の車窓から 21:54 - 22:00       | 水曜・木曜:ニュースステーション 金曜:必殺仕事人風雲竜虎編 | 水曜・木曜:ニュースステーション 金曜:必殺仕事人風雲竜虎編 | 水曜・木曜:ニュースステーション 金曜:必殺仕事人風雲竜虎編 | 水曜・木曜:ニュースステーション 金曜:必殺仕事人風雲竜虎編 | 水曜・木曜:ニュースステーション 金曜:必殺仕事人風雲竜虎編 | 水曜・木曜:ニュースステーション 金曜:必殺仕事人風雲竜虎編 | 水曜・木曜:ニュースステーション 金曜:必殺仕事人風雲竜虎編 | 水曜・木曜:ニュースステーション 金曜:必殺仕事人風雲竜虎編 | 水曜・木曜:ニュースステーション 金曜:必殺仕事人風雲竜虎編 | 水曜・木曜:ニュースステーション 金曜:必殺仕事人風雲竜虎編 |                            | ローカル | ※1 月曜:ビートたけしのTVタックル(21:00 - 21:54) 火曜:人気者でいこう!(21:00 - 21:54) 水曜:はみだし刑事情熱系(21:00 - 21:54) 木曜:恋愛中毒(21:00 - 21:54) 金曜:ターニングポイント(21:00 - 21:54) ※2 月曜:ビートたけしのTVタックル 火曜:人気者でいこう! 水曜:はぐれ刑事純情派 木曜:アナザヘヴンeclipse 金曜:ターニングポイント ※3 月曜:ビートたけしのTVタックル(21:00 - 21:54) 火曜:次週のロンドンハーツ(21:48 - 21:54) 水曜:はみだし刑事情熱系(21:00 - 21:54) 木曜:村上龍ドラマ・最後の家族(21:00～21:54) 金曜:世界痛快伝説!!運命のダダダダーン!(21:00 - 21:54) ※4 月:ちゃんネプ 火曜:『ぷっ』すま 水曜:パパパパPUFFFY 木曜:ぷらちなロンドンブーツ 金曜:嫉妬の香り ※5 月曜:激レアさんをつれてきた。(23:15 - 0:15) 火曜:ソノサキ(23:15 - 0:15) ※6 月曜:激レアさんをつれてきた。 火曜:ソノサキ ※7 月曜:かみひとえ 火曜:ロンドンハーツ ※8 月曜:かみひとえ(23:15 - 0:15) 火曜:ロンドンハーツ(23:15 - 0:15) ※9 水曜:はぐれ刑事純情派 木曜:氷点2001 金曜:世界痛快伝説!!運命のダダダダーン! ※10 水曜:マツコ&有吉の怒り新党 木曜:アメトーーク 金曜:奪い愛、冬 ※11 水曜:白の美術館 木曜:駅前物語 金曜:気づきの扉 ※12 土曜:日曜の天気(22:51 - 22:54) ※13 土曜:海へ(22:51 - 22:55) ※14 土曜:世界水泳(22:57 - 23:00) ※15 土曜:YOU MAY DREAM ※16 日曜:このあと日曜×芸人 |
| 乃 2000.3.29(水) 至 2001.9.28(金) | ※2                                                 | 世界の車窓から 21:48 - 21:54                       | ニュースステーション 21:54 - 23:09 | ニュースステーション 21:54 - 23:09 | ニュースステーション 21:54 - 23:09                        | ニュースステーション 21:54 - 23:09                        | ニュースステーション 21:54 - 23:09                        | ニュースステーション 21:54 - 23:09                        | ニュースステーション 21:54 - 23:09                        | ニュースステーション 21:54 - 23:09                        | ネオバラエティ 23:09 - 23:20                              | ネオバラエティ 23:09 - 23:20                              | ネオバラエティ 23:09 - 23:20                              | ネオバラエティ 23:09 - 23:20                              |                            | ネット   | ※1 月曜:ビートたけしのTVタックル(21:00 - 21:54) 火曜:人気者でいこう!(21:00 - 21:54) 水曜:はみだし刑事情熱系(21:00 - 21:54) 木曜:恋愛中毒(21:00 - 21:54) 金曜:ターニングポイント(21:00 - 21:54) ※2 月曜:ビートたけしのTVタックル 火曜:人気者でいこう! 水曜:はぐれ刑事純情派 木曜:アナザヘヴンeclipse 金曜:ターニングポイント ※3 月曜:ビートたけしのTVタックル(21:00 - 21:54) 火曜:次週のロンドンハーツ(21:48 - 21:54) 水曜:はみだし刑事情熱系(21:00 - 21:54) 木曜:村上龍ドラマ・最後の家族(21:00～21:54) 金曜:世界痛快伝説!!運命のダダダダーン!(21:00 - 21:54) ※4 月:ちゃんネプ 火曜:『ぷっ』すま 水曜:パパパパPUFFFY 木曜:ぷらちなロンドンブーツ 金曜:嫉妬の香り ※5 月曜:激レアさんをつれてきた。(23:15 - 0:15) 火曜:ソノサキ(23:15 - 0:15) ※6 月曜:激レアさんをつれてきた。 火曜:ソノサキ ※7 月曜:かみひとえ 火曜:ロンドンハーツ ※8 月曜:かみひとえ(23:15 - 0:15) 火曜:ロンドンハーツ(23:15 - 0:15) ※9 水曜:はぐれ刑事純情派 木曜:氷点2001 金曜:世界痛快伝説!!運命のダダダダーン! ※10 水曜:マツコ&有吉の怒り新党 木曜:アメトーーク 金曜:奪い愛、冬 ※11 水曜:白の美術館 木曜:駅前物語 金曜:気づきの扉 ※12 土曜:日曜の天気(22:51 - 22:54) ※13 土曜:海へ(22:51 - 22:55) ※14 土曜:世界水泳(22:57 - 23:00) ※15 土曜:YOU MAY DREAM ※16 日曜:このあと日曜×芸人 |
| 乃 2000.3.29(水) 至 2001.9.28(金) | ※9                                                 | 世界の車窓から 21:48 - 21:54                       | ニュースステーション 21:54 - 23:09 | ニュースステーション 21:54 - 23:09 | ニュースステーション 21:54 - 23:09                        | ニュースステーション 21:54 - 23:09                        | ニュースステーション 21:54 - 23:09                        | ニュースステーション 21:54 - 23:09                        | ニュースステーション 21:54 - 23:09                        | ニュースステーション 21:54 - 23:09                        | ネオバラエティ 23:09 - 23:20                              | ネオバラエティ 23:09 - 23:20                              | ネオバラエティ 23:09 - 23:20                              | ネオバラエティ 23:09 - 23:20                              |                            | ネット   | ※1 月曜:ビートたけしのTVタックル(21:00 - 21:54) 火曜:人気者でいこう!(21:00 - 21:54) 水曜:はみだし刑事情熱系(21:00 - 21:54) 木曜:恋愛中毒(21:00 - 21:54) 金曜:ターニングポイント(21:00 - 21:54) ※2 月曜:ビートたけしのTVタックル 火曜:人気者でいこう! 水曜:はぐれ刑事純情派 木曜:アナザヘヴンeclipse 金曜:ターニングポイント ※3 月曜:ビートたけしのTVタックル(21:00 - 21:54) 火曜:次週のロンドンハーツ(21:48 - 21:54) 水曜:はみだし刑事情熱系(21:00 - 21:54) 木曜:村上龍ドラマ・最後の家族(21:00～21:54) 金曜:世界痛快伝説!!運命のダダダダーン!(21:00 - 21:54) ※4 月:ちゃんネプ 火曜:『ぷっ』すま 水曜:パパパパPUFFFY 木曜:ぷらちなロンドンブーツ 金曜:嫉妬の香り ※5 月曜:激レアさんをつれてきた。(23:15 - 0:15) 火曜:ソノサキ(23:15 - 0:15) ※6 月曜:激レアさんをつれてきた。 火曜:ソノサキ ※7 月曜:かみひとえ 火曜:ロンドンハーツ ※8 月曜:かみひとえ(23:15 - 0:15) 火曜:ロンドンハーツ(23:15 - 0:15) ※9 水曜:はぐれ刑事純情派 木曜:氷点2001 金曜:世界痛快伝説!!運命のダダダダーン! ※10 水曜:マツコ&有吉の怒り新党 木曜:アメトーーク 金曜:奪い愛、冬 ※11 水曜:白の美術館 木曜:駅前物語 金曜:気づきの扉 ※12 土曜:日曜の天気(22:51 - 22:54) ※13 土曜:海へ(22:51 - 22:55) ※14 土曜:世界水泳(22:57 - 23:00) ※15 土曜:YOU MAY DREAM ※16 日曜:このあと日曜×芸人 |
| 乃 2001.10.3(水) 至 2017.3.31(金) | ※3                                                 | ※3                                                 | ニュースステーション               | ニュースステーション               | ニュースステーション                                      | ニュースステーション                                      | ニュースステーション                                      | ニュースステーション                                      | ニュースステーション                                      | ニュースステーション                                      | ニュースステーション                                      | 世界の車窓から 23:10～23:15                               | 世界の車窓から 23:10～23:15                               | ※4                                                        | ※4                         | ローカル | ※1 月曜:ビートたけしのTVタックル(21:00 - 21:54) 火曜:人気者でいこう!(21:00 - 21:54) 水曜:はみだし刑事情熱系(21:00 - 21:54) 木曜:恋愛中毒(21:00 - 21:54) 金曜:ターニングポイント(21:00 - 21:54) ※2 月曜:ビートたけしのTVタックル 火曜:人気者でいこう! 水曜:はぐれ刑事純情派 木曜:アナザヘヴンeclipse 金曜:ターニングポイント ※3 月曜:ビートたけしのTVタックル(21:00 - 21:54) 火曜:次週のロンドンハーツ(21:48 - 21:54) 水曜:はみだし刑事情熱系(21:00 - 21:54) 木曜:村上龍ドラマ・最後の家族(21:00～21:54) 金曜:世界痛快伝説!!運命のダダダダーン!(21:00 - 21:54) ※4 月:ちゃんネプ 火曜:『ぷっ』すま 水曜:パパパパPUFFFY 木曜:ぷらちなロンドンブーツ 金曜:嫉妬の香り ※5 月曜:激レアさんをつれてきた。(23:15 - 0:15) 火曜:ソノサキ(23:15 - 0:15) ※6 月曜:激レアさんをつれてきた。 火曜:ソノサキ ※7 月曜:かみひとえ 火曜:ロンドンハーツ ※8 月曜:かみひとえ(23:15 - 0:15) 火曜:ロンドンハーツ(23:15 - 0:15) ※9 水曜:はぐれ刑事純情派 木曜:氷点2001 金曜:世界痛快伝説!!運命のダダダダーン! ※10 水曜:マツコ&有吉の怒り新党 木曜:アメトーーク 金曜:奪い愛、冬 ※11 水曜:白の美術館 木曜:駅前物語 金曜:気づきの扉 ※12 土曜:日曜の天気(22:51 - 22:54) ※13 土曜:海へ(22:51 - 22:55) ※14 土曜:世界水泳(22:57 - 23:00) ※15 土曜:YOU MAY DREAM ※16 日曜:このあと日曜×芸人 |
| 乃 2001.10.3(水) 至 2017.3.31(金) |                                                    |                                                    | 報道ステーション                   | 報道ステーション                   | 報道ステーション                                          | 報道ステーション                                          | 報道ステーション                                          | 報道ステーション                                          | 報道ステーション                                          | 報道ステーション                                          | 報道ステーション                                          | 世界の車窓から 23:10～23:15                               | 世界の車窓から 23:10～23:15                               | ※10                                                       | ※10                        | ローカル | ※1 月曜:ビートたけしのTVタックル(21:00 - 21:54) 火曜:人気者でいこう!(21:00 - 21:54) 水曜:はみだし刑事情熱系(21:00 - 21:54) 木曜:恋愛中毒(21:00 - 21:54) 金曜:ターニングポイント(21:00 - 21:54) ※2 月曜:ビートたけしのTVタックル 火曜:人気者でいこう! 水曜:はぐれ刑事純情派 木曜:アナザヘヴンeclipse 金曜:ターニングポイント ※3 月曜:ビートたけしのTVタックル(21:00 - 21:54) 火曜:次週のロンドンハーツ(21:48 - 21:54) 水曜:はみだし刑事情熱系(21:00 - 21:54) 木曜:村上龍ドラマ・最後の家族(21:00～21:54) 金曜:世界痛快伝説!!運命のダダダダーン!(21:00 - 21:54) ※4 月:ちゃんネプ 火曜:『ぷっ』すま 水曜:パパパパPUFFFY 木曜:ぷらちなロンドンブーツ 金曜:嫉妬の香り ※5 月曜:激レアさんをつれてきた。(23:15 - 0:15) 火曜:ソノサキ(23:15 - 0:15) ※6 月曜:激レアさんをつれてきた。 火曜:ソノサキ ※7 月曜:かみひとえ 火曜:ロンドンハーツ ※8 月曜:かみひとえ(23:15 - 0:15) 火曜:ロンドンハーツ(23:15 - 0:15) ※9 水曜:はぐれ刑事純情派 木曜:氷点2001 金曜:世界痛快伝説!!運命のダダダダーン! ※10 水曜:マツコ&有吉の怒り新党 木曜:アメトーーク 金曜:奪い愛、冬 ※11 水曜:白の美術館 木曜:駅前物語 金曜:気づきの扉 ※12 土曜:日曜の天気(22:51 - 22:54) ※13 土曜:海へ(22:51 - 22:55) ※14 土曜:世界水泳(22:57 - 23:00) ※15 土曜:YOU MAY DREAM ※16 日曜:このあと日曜×芸人 |
| 乃 2017.4.5(水)                   |                                                    |                                                    | 報道ステーション                   | 報道ステーション                   | 報道ステーション                                          | 報道ステーション                                          | 報道ステーション                                          | 報道ステーション                                          | 報道ステーション                                          | 報道ステーション                                          | 報道ステーション                                          | ※11 23:10～23:15                                          | ※11 23:10～23:15                                          | ※10                                                       | ※10                        |          | ※1 月曜:ビートたけしのTVタックル(21:00 - 21:54) 火曜:人気者でいこう!(21:00 - 21:54) 水曜:はみだし刑事情熱系(21:00 - 21:54) 木曜:恋愛中毒(21:00 - 21:54) 金曜:ターニングポイント(21:00 - 21:54) ※2 月曜:ビートたけしのTVタックル 火曜:人気者でいこう! 水曜:はぐれ刑事純情派 木曜:アナザヘヴンeclipse 金曜:ターニングポイント ※3 月曜:ビートたけしのTVタックル(21:00 - 21:54) 火曜:次週のロンドンハーツ(21:48 - 21:54) 水曜:はみだし刑事情熱系(21:00 - 21:54) 木曜:村上龍ドラマ・最後の家族(21:00～21:54) 金曜:世界痛快伝説!!運命のダダダダーン!(21:00 - 21:54) ※4 月:ちゃんネプ 火曜:『ぷっ』すま 水曜:パパパパPUFFFY 木曜:ぷらちなロンドンブーツ 金曜:嫉妬の香り ※5 月曜:激レアさんをつれてきた。(23:15 - 0:15) 火曜:ソノサキ(23:15 - 0:15) ※6 月曜:激レアさんをつれてきた。 火曜:ソノサキ ※7 月曜:かみひとえ 火曜:ロンドンハーツ ※8 月曜:かみひとえ(23:15 - 0:15) 火曜:ロンドンハーツ(23:15 - 0:15) ※9 水曜:はぐれ刑事純情派 木曜:氷点2001 金曜:世界痛快伝説!!運命のダダダダーン! ※10 水曜:マツコ&有吉の怒り新党 木曜:アメトーーク 金曜:奪い愛、冬 ※11 水曜:白の美術館 木曜:駅前物語 金曜:気づきの扉 ※12 土曜:日曜の天気(22:51 - 22:54) ※13 土曜:海へ(22:51 - 22:55) ※14 土曜:世界水泳(22:57 - 23:00) ※15 土曜:YOU MAY DREAM ※16 日曜:このあと日曜×芸人 |
| 土曜                              | 22時                                               | 22時                                               | 22時                               | 22時                               | 22時                                                      | 22時                                                      | 22時                                                      | 22時                                                      | 23時                                                      | 23時                                                      | 23時                                                      | 23時                                                      | 23時                                                      | 23時                                                      | 23時                       | CM枠     | ※1 月曜:ビートたけしのTVタックル(21:00 - 21:54) 火曜:人気者でいこう!(21:00 - 21:54) 水曜:はみだし刑事情熱系(21:00 - 21:54) 木曜:恋愛中毒(21:00 - 21:54) 金曜:ターニングポイント(21:00 - 21:54) ※2 月曜:ビートたけしのTVタックル 火曜:人気者でいこう! 水曜:はぐれ刑事純情派 木曜:アナザヘヴンeclipse 金曜:ターニングポイント ※3 月曜:ビートたけしのTVタックル(21:00 - 21:54) 火曜:次週のロンドンハーツ(21:48 - 21:54) 水曜:はみだし刑事情熱系(21:00 - 21:54) 木曜:村上龍ドラマ・最後の家族(21:00～21:54) 金曜:世界痛快伝説!!運命のダダダダーン!(21:00 - 21:54) ※4 月:ちゃんネプ 火曜:『ぷっ』すま 水曜:パパパパPUFFFY 木曜:ぷらちなロンドンブーツ 金曜:嫉妬の香り ※5 月曜:激レアさんをつれてきた。(23:15 - 0:15) 火曜:ソノサキ(23:15 - 0:15) ※6 月曜:激レアさんをつれてきた。 火曜:ソノサキ ※7 月曜:かみひとえ 火曜:ロンドンハーツ ※8 月曜:かみひとえ(23:15 - 0:15) 火曜:ロンドンハーツ(23:15 - 0:15) ※9 水曜:はぐれ刑事純情派 木曜:氷点2001 金曜:世界痛快伝説!!運命のダダダダーン! ※10 水曜:マツコ&有吉の怒り新党 木曜:アメトーーク 金曜:奪い愛、冬 ※11 水曜:白の美術館 木曜:駅前物語 金曜:気づきの扉 ※12 土曜:日曜の天気(22:51 - 22:54) ※13 土曜:海へ(22:51 - 22:55) ※14 土曜:世界水泳(22:57 - 23:00) ※15 土曜:YOU MAY DREAM ※16 日曜:このあと日曜×芸人 |
| 至 1987.5.30(土)                  | 土曜ワイド劇場                                     | 土曜ワイド劇場                                     | 土曜ワイド劇場                     | ※12                                | ニューヨーク情報 22:54～23:00                             | ニューヨーク情報 22:54～23:00                             | ニューヨーク情報 22:54～23:00                             | ニューヨーク情報 22:54～23:00                             | ニュース                                                  |                                                           |                                                           |                                                           |                                                           |                                                           |                            |          | ※1 月曜:ビートたけしのTVタックル(21:00 - 21:54) 火曜:人気者でいこう!(21:00 - 21:54) 水曜:はみだし刑事情熱系(21:00 - 21:54) 木曜:恋愛中毒(21:00 - 21:54) 金曜:ターニングポイント(21:00 - 21:54) ※2 月曜:ビートたけしのTVタックル 火曜:人気者でいこう! 水曜:はぐれ刑事純情派 木曜:アナザヘヴンeclipse 金曜:ターニングポイント ※3 月曜:ビートたけしのTVタックル(21:00 - 21:54) 火曜:次週のロンドンハーツ(21:48 - 21:54) 水曜:はみだし刑事情熱系(21:00 - 21:54) 木曜:村上龍ドラマ・最後の家族(21:00～21:54) 金曜:世界痛快伝説!!運命のダダダダーン!(21:00 - 21:54) ※4 月:ちゃんネプ 火曜:『ぷっ』すま 水曜:パパパパPUFFFY 木曜:ぷらちなロンドンブーツ 金曜:嫉妬の香り ※5 月曜:激レアさんをつれてきた。(23:15 - 0:15) 火曜:ソノサキ(23:15 - 0:15) ※6 月曜:激レアさんをつれてきた。 火曜:ソノサキ ※7 月曜:かみひとえ 火曜:ロンドンハーツ ※8 月曜:かみひとえ(23:15 - 0:15) 火曜:ロンドンハーツ(23:15 - 0:15) ※9 水曜:はぐれ刑事純情派 木曜:氷点2001 金曜:世界痛快伝説!!運命のダダダダーン! ※10 水曜:マツコ&有吉の怒り新党 木曜:アメトーーク 金曜:奪い愛、冬 ※11 水曜:白の美術館 木曜:駅前物語 金曜:気づきの扉 ※12 土曜:日曜の天気(22:51 - 22:54) ※13 土曜:海へ(22:51 - 22:55) ※14 土曜:世界水泳(22:57 - 23:00) ※15 土曜:YOU MAY DREAM ※16 日曜:このあと日曜×芸人 |
| 乃 1987.6.6(土) 至 1998.3.28(土)  | 土曜ワイド劇場                                     | 土曜ワイド劇場                                     | 土曜ワイド劇場                     | ※12                                | 世界の車窓から 22:54～23:00                               | 世界の車窓から 22:54～23:00                               | 世界の車窓から 22:54～23:00                               | 世界の車窓から 22:54～23:00                               | ニュース                                                  |                                                           |                                                           |                                                           |                                                           |                                                           |                            |          | ※1 月曜:ビートたけしのTVタックル(21:00 - 21:54) 火曜:人気者でいこう!(21:00 - 21:54) 水曜:はみだし刑事情熱系(21:00 - 21:54) 木曜:恋愛中毒(21:00 - 21:54) 金曜:ターニングポイント(21:00 - 21:54) ※2 月曜:ビートたけしのTVタックル 火曜:人気者でいこう! 水曜:はぐれ刑事純情派 木曜:アナザヘヴンeclipse 金曜:ターニングポイント ※3 月曜:ビートたけしのTVタックル(21:00 - 21:54) 火曜:次週のロンドンハーツ(21:48 - 21:54) 水曜:はみだし刑事情熱系(21:00 - 21:54) 木曜:村上龍ドラマ・最後の家族(21:00～21:54) 金曜:世界痛快伝説!!運命のダダダダーン!(21:00 - 21:54) ※4 月:ちゃんネプ 火曜:『ぷっ』すま 水曜:パパパパPUFFFY 木曜:ぷらちなロンドンブーツ 金曜:嫉妬の香り ※5 月曜:激レアさんをつれてきた。(23:15 - 0:15) 火曜:ソノサキ(23:15 - 0:15) ※6 月曜:激レアさんをつれてきた。 火曜:ソノサキ ※7 月曜:かみひとえ 火曜:ロンドンハーツ ※8 月曜:かみひとえ(23:15 - 0:15) 火曜:ロンドンハーツ(23:15 - 0:15) ※9 水曜:はぐれ刑事純情派 木曜:氷点2001 金曜:世界痛快伝説!!運命のダダダダーン! ※10 水曜:マツコ&有吉の怒り新党 木曜:アメトーーク 金曜:奪い愛、冬 ※11 水曜:白の美術館 木曜:駅前物語 金曜:気づきの扉 ※12 土曜:日曜の天気(22:51 - 22:54) ※13 土曜:海へ(22:51 - 22:55) ※14 土曜:世界水泳(22:57 - 23:00) ※15 土曜:YOU MAY DREAM ※16 日曜:このあと日曜×芸人 |
| 乃 1987.6.6(土) 至 1998.3.28(土)  | 土曜ワイド劇場                                     | 土曜ワイド劇場                                     | 土曜ワイド劇場                     | ※12                                | 世界の車窓から 22:54～23:00                               | 世界の車窓から 22:54～23:00                               | 世界の車窓から 22:54～23:00                               | 世界の車窓から 22:54～23:00                               | 今週の所さん                                              |                                                           |                                                           |                                                           |                                                           |                                                           |                            |          | ※1 月曜:ビートたけしのTVタックル(21:00 - 21:54) 火曜:人気者でいこう!(21:00 - 21:54) 水曜:はみだし刑事情熱系(21:00 - 21:54) 木曜:恋愛中毒(21:00 - 21:54) 金曜:ターニングポイント(21:00 - 21:54) ※2 月曜:ビートたけしのTVタックル 火曜:人気者でいこう! 水曜:はぐれ刑事純情派 木曜:アナザヘヴンeclipse 金曜:ターニングポイント ※3 月曜:ビートたけしのTVタックル(21:00 - 21:54) 火曜:次週のロンドンハーツ(21:48 - 21:54) 水曜:はみだし刑事情熱系(21:00 - 21:54) 木曜:村上龍ドラマ・最後の家族(21:00～21:54) 金曜:世界痛快伝説!!運命のダダダダーン!(21:00 - 21:54) ※4 月:ちゃんネプ 火曜:『ぷっ』すま 水曜:パパパパPUFFFY 木曜:ぷらちなロンドンブーツ 金曜:嫉妬の香り ※5 月曜:激レアさんをつれてきた。(23:15 - 0:15) 火曜:ソノサキ(23:15 - 0:15) ※6 月曜:激レアさんをつれてきた。 火曜:ソノサキ ※7 月曜:かみひとえ 火曜:ロンドンハーツ ※8 月曜:かみひとえ(23:15 - 0:15) 火曜:ロンドンハーツ(23:15 - 0:15) ※9 水曜:はぐれ刑事純情派 木曜:氷点2001 金曜:世界痛快伝説!!運命のダダダダーン! ※10 水曜:マツコ&有吉の怒り新党 木曜:アメトーーク 金曜:奪い愛、冬 ※11 水曜:白の美術館 木曜:駅前物語 金曜:気づきの扉 ※12 土曜:日曜の天気(22:51 - 22:54) ※13 土曜:海へ(22:51 - 22:55) ※14 土曜:世界水泳(22:57 - 23:00) ※15 土曜:YOU MAY DREAM ※16 日曜:このあと日曜×芸人 |
| 乃 1998.4.4(土) 至 1999.3.27(土)  | 土曜ワイド劇場                                     | 土曜ワイド劇場                                     | 土曜ワイド劇場                     | ※13                                | ※13                                                       | 世界の車窓から 22:55 - 23:00                              | 世界の車窓から 22:55 - 23:00                              | 世界の車窓から 22:55 - 23:00                              |                                                           |                                                           |                                                           |                                                           |                                                           |                                                           |                            |          | ※1 月曜:ビートたけしのTVタックル(21:00 - 21:54) 火曜:人気者でいこう!(21:00 - 21:54) 水曜:はみだし刑事情熱系(21:00 - 21:54) 木曜:恋愛中毒(21:00 - 21:54) 金曜:ターニングポイント(21:00 - 21:54) ※2 月曜:ビートたけしのTVタックル 火曜:人気者でいこう! 水曜:はぐれ刑事純情派 木曜:アナザヘヴンeclipse 金曜:ターニングポイント ※3 月曜:ビートたけしのTVタックル(21:00 - 21:54) 火曜:次週のロンドンハーツ(21:48 - 21:54) 水曜:はみだし刑事情熱系(21:00 - 21:54) 木曜:村上龍ドラマ・最後の家族(21:00～21:54) 金曜:世界痛快伝説!!運命のダダダダーン!(21:00 - 21:54) ※4 月:ちゃんネプ 火曜:『ぷっ』すま 水曜:パパパパPUFFFY 木曜:ぷらちなロンドンブーツ 金曜:嫉妬の香り ※5 月曜:激レアさんをつれてきた。(23:15 - 0:15) 火曜:ソノサキ(23:15 - 0:15) ※6 月曜:激レアさんをつれてきた。 火曜:ソノサキ ※7 月曜:かみひとえ 火曜:ロンドンハーツ ※8 月曜:かみひとえ(23:15 - 0:15) 火曜:ロンドンハーツ(23:15 - 0:15) ※9 水曜:はぐれ刑事純情派 木曜:氷点2001 金曜:世界痛快伝説!!運命のダダダダーン! ※10 水曜:マツコ&有吉の怒り新党 木曜:アメトーーク 金曜:奪い愛、冬 ※11 水曜:白の美術館 木曜:駅前物語 金曜:気づきの扉 ※12 土曜:日曜の天気(22:51 - 22:54) ※13 土曜:海へ(22:51 - 22:55) ※14 土曜:世界水泳(22:57 - 23:00) ※15 土曜:YOU MAY DREAM ※16 日曜:このあと日曜×芸人 |
| 乃 1999.4.3(土) 至 1999.9.25(土)  | 土曜ワイド劇場                                     | 土曜ワイド劇場                                     | 土曜ワイド劇場                     | ※12                                | 世界の車窓から 22:54 - 23:00                              | 世界の車窓から 22:54 - 23:00                              | 世界の車窓から 22:54 - 23:00                              | 世界の車窓から 22:54 - 23:00                              |                                                           |                                                           |                                                           |                                                           |                                                           |                                                           |                            |          | ※1 月曜:ビートたけしのTVタックル(21:00 - 21:54) 火曜:人気者でいこう!(21:00 - 21:54) 水曜:はみだし刑事情熱系(21:00 - 21:54) 木曜:恋愛中毒(21:00 - 21:54) 金曜:ターニングポイント(21:00 - 21:54) ※2 月曜:ビートたけしのTVタックル 火曜:人気者でいこう! 水曜:はぐれ刑事純情派 木曜:アナザヘヴンeclipse 金曜:ターニングポイント ※3 月曜:ビートたけしのTVタックル(21:00 - 21:54) 火曜:次週のロンドンハーツ(21:48 - 21:54) 水曜:はみだし刑事情熱系(21:00 - 21:54) 木曜:村上龍ドラマ・最後の家族(21:00～21:54) 金曜:世界痛快伝説!!運命のダダダダーン!(21:00 - 21:54) ※4 月:ちゃんネプ 火曜:『ぷっ』すま 水曜:パパパパPUFFFY 木曜:ぷらちなロンドンブーツ 金曜:嫉妬の香り ※5 月曜:激レアさんをつれてきた。(23:15 - 0:15) 火曜:ソノサキ(23:15 - 0:15) ※6 月曜:激レアさんをつれてきた。 火曜:ソノサキ ※7 月曜:かみひとえ 火曜:ロンドンハーツ ※8 月曜:かみひとえ(23:15 - 0:15) 火曜:ロンドンハーツ(23:15 - 0:15) ※9 水曜:はぐれ刑事純情派 木曜:氷点2001 金曜:世界痛快伝説!!運命のダダダダーン! ※10 水曜:マツコ&有吉の怒り新党 木曜:アメトーーク 金曜:奪い愛、冬 ※11 水曜:白の美術館 木曜:駅前物語 金曜:気づきの扉 ※12 土曜:日曜の天気(22:51 - 22:54) ※13 土曜:海へ(22:51 - 22:55) ※14 土曜:世界水泳(22:57 - 23:00) ※15 土曜:YOU MAY DREAM ※16 日曜:このあと日曜×芸人 |
| 乃 1999.10.2(土) 至 2001.3.31(土) | 土曜ワイド劇場                                     | 土曜ワイド劇場                                     | 土曜ワイド劇場                     | 世界の車窓から 22:51 - 22:58       | 世界の車窓から 22:51 - 22:58                              | 世界の車窓から 22:51 - 22:58                              | 世界の車窓から 22:51 - 22:58                              | おネプ!(22:58 - 23:30)                                    | おネプ!(22:58 - 23:30)                                    | おネプ!(22:58 - 23:30)                                    | おネプ!(22:58 - 23:30)                                    | おネプ!(22:58 - 23:30)                                    | おネプ!(22:58 - 23:30)                                    | おネプ!(22:58 - 23:30)                                    | おネプ!(22:58 - 23:30)     |          | ※1 月曜:ビートたけしのTVタックル(21:00 - 21:54) 火曜:人気者でいこう!(21:00 - 21:54) 水曜:はみだし刑事情熱系(21:00 - 21:54) 木曜:恋愛中毒(21:00 - 21:54) 金曜:ターニングポイント(21:00 - 21:54) ※2 月曜:ビートたけしのTVタックル 火曜:人気者でいこう! 水曜:はぐれ刑事純情派 木曜:アナザヘヴンeclipse 金曜:ターニングポイント ※3 月曜:ビートたけしのTVタックル(21:00 - 21:54) 火曜:次週のロンドンハーツ(21:48 - 21:54) 水曜:はみだし刑事情熱系(21:00 - 21:54) 木曜:村上龍ドラマ・最後の家族(21:00～21:54) 金曜:世界痛快伝説!!運命のダダダダーン!(21:00 - 21:54) ※4 月:ちゃんネプ 火曜:『ぷっ』すま 水曜:パパパパPUFFFY 木曜:ぷらちなロンドンブーツ 金曜:嫉妬の香り ※5 月曜:激レアさんをつれてきた。(23:15 - 0:15) 火曜:ソノサキ(23:15 - 0:15) ※6 月曜:激レアさんをつれてきた。 火曜:ソノサキ ※7 月曜:かみひとえ 火曜:ロンドンハーツ ※8 月曜:かみひとえ(23:15 - 0:15) 火曜:ロンドンハーツ(23:15 - 0:15) ※9 水曜:はぐれ刑事純情派 木曜:氷点2001 金曜:世界痛快伝説!!運命のダダダダーン! ※10 水曜:マツコ&有吉の怒り新党 木曜:アメトーーク 金曜:奪い愛、冬 ※11 水曜:白の美術館 木曜:駅前物語 金曜:気づきの扉 ※12 土曜:日曜の天気(22:51 - 22:54) ※13 土曜:海へ(22:51 - 22:55) ※14 土曜:世界水泳(22:57 - 23:00) ※15 土曜:YOU MAY DREAM ※16 日曜:このあと日曜×芸人 |
| 乃 1999.10.2(土) 至 2001.3.31(土) | 土曜ワイド劇場                                     | 土曜ワイド劇場                                     | 土曜ワイド劇場                     | 世界の車窓から 22:51 - 22:58       | 世界の車窓から 22:51 - 22:58                              | 世界の車窓から 22:51 - 22:58                              | 世界の車窓から 22:51 - 22:58                              | 土曜ナイトドラマ                                          |                                                           |                                                           |                                                           |                                                           |                                                           |                                                           |                            |          | ※1 月曜:ビートたけしのTVタックル(21:00 - 21:54) 火曜:人気者でいこう!(21:00 - 21:54) 水曜:はみだし刑事情熱系(21:00 - 21:54) 木曜:恋愛中毒(21:00 - 21:54) 金曜:ターニングポイント(21:00 - 21:54) ※2 月曜:ビートたけしのTVタックル 火曜:人気者でいこう! 水曜:はぐれ刑事純情派 木曜:アナザヘヴンeclipse 金曜:ターニングポイント ※3 月曜:ビートたけしのTVタックル(21:00 - 21:54) 火曜:次週のロンドンハーツ(21:48 - 21:54) 水曜:はみだし刑事情熱系(21:00 - 21:54) 木曜:村上龍ドラマ・最後の家族(21:00～21:54) 金曜:世界痛快伝説!!運命のダダダダーン!(21:00 - 21:54) ※4 月:ちゃんネプ 火曜:『ぷっ』すま 水曜:パパパパPUFFFY 木曜:ぷらちなロンドンブーツ 金曜:嫉妬の香り ※5 月曜:激レアさんをつれてきた。(23:15 - 0:15) 火曜:ソノサキ(23:15 - 0:15) ※6 月曜:激レアさんをつれてきた。 火曜:ソノサキ ※7 月曜:かみひとえ 火曜:ロンドンハーツ ※8 月曜:かみひとえ(23:15 - 0:15) 火曜:ロンドンハーツ(23:15 - 0:15) ※9 水曜:はぐれ刑事純情派 木曜:氷点2001 金曜:世界痛快伝説!!運命のダダダダーン! ※10 水曜:マツコ&有吉の怒り新党 木曜:アメトーーク 金曜:奪い愛、冬 ※11 水曜:白の美術館 木曜:駅前物語 金曜:気づきの扉 ※12 土曜:日曜の天気(22:51 - 22:54) ※13 土曜:海へ(22:51 - 22:55) ※14 土曜:世界水泳(22:57 - 23:00) ※15 土曜:YOU MAY DREAM ※16 日曜:このあと日曜×芸人 |
| 乃 2001.4.7(土) 至 2012.9.8(土)   | 土曜ワイド劇場                                     | 土曜ワイド劇場                                     | 土曜ワイド劇場                     | 世界の車窓から 22:51～22:57        | 世界の車窓から 22:51～22:57                               | 世界の車窓から 22:51～22:57                               | ※14                                                       | ※14                                                       |                                                           |                                                           |                                                           |                                                           |                                                           |                                                           |                            |          | ※1 月曜:ビートたけしのTVタックル(21:00 - 21:54) 火曜:人気者でいこう!(21:00 - 21:54) 水曜:はみだし刑事情熱系(21:00 - 21:54) 木曜:恋愛中毒(21:00 - 21:54) 金曜:ターニングポイント(21:00 - 21:54) ※2 月曜:ビートたけしのTVタックル 火曜:人気者でいこう! 水曜:はぐれ刑事純情派 木曜:アナザヘヴンeclipse 金曜:ターニングポイント ※3 月曜:ビートたけしのTVタックル(21:00 - 21:54) 火曜:次週のロンドンハーツ(21:48 - 21:54) 水曜:はみだし刑事情熱系(21:00 - 21:54) 木曜:村上龍ドラマ・最後の家族(21:00～21:54) 金曜:世界痛快伝説!!運命のダダダダーン!(21:00 - 21:54) ※4 月:ちゃんネプ 火曜:『ぷっ』すま 水曜:パパパパPUFFFY 木曜:ぷらちなロンドンブーツ 金曜:嫉妬の香り ※5 月曜:激レアさんをつれてきた。(23:15 - 0:15) 火曜:ソノサキ(23:15 - 0:15) ※6 月曜:激レアさんをつれてきた。 火曜:ソノサキ ※7 月曜:かみひとえ 火曜:ロンドンハーツ ※8 月曜:かみひとえ(23:15 - 0:15) 火曜:ロンドンハーツ(23:15 - 0:15) ※9 水曜:はぐれ刑事純情派 木曜:氷点2001 金曜:世界痛快伝説!!運命のダダダダーン! ※10 水曜:マツコ&有吉の怒り新党 木曜:アメトーーク 金曜:奪い愛、冬 ※11 水曜:白の美術館 木曜:駅前物語 金曜:気づきの扉 ※12 土曜:日曜の天気(22:51 - 22:54) ※13 土曜:海へ(22:51 - 22:55) ※14 土曜:世界水泳(22:57 - 23:00) ※15 土曜:YOU MAY DREAM ※16 日曜:このあと日曜×芸人 |
| 乃 2001.4.7(土) 至 2012.9.8(土)   | 土曜ワイド劇場                                     | 土曜ワイド劇場                                     | 土曜ワイド劇場                     | 世界の車窓から 22:51～22:57        | 世界の車窓から 22:51～22:57                               | 世界の車窓から 22:51～22:57                               | 裏Sma!!                                                   | 裏Sma!!                                                   | SmaSTATION!!(23:00～23:54)                                | SmaSTATION!!(23:00～23:54)                                | SmaSTATION!!(23:00～23:54)                                | SmaSTATION!!(23:00～23:54)                                | SmaSTATION!!(23:00～23:54)                                | SmaSTATION!!(23:00～23:54)                                | SmaSTATION!!(23:00～23:54) |          | ※1 月曜:ビートたけしのTVタックル(21:00 - 21:54) 火曜:人気者でいこう!(21:00 - 21:54) 水曜:はみだし刑事情熱系(21:00 - 21:54) 木曜:恋愛中毒(21:00 - 21:54) 金曜:ターニングポイント(21:00 - 21:54) ※2 月曜:ビートたけしのTVタックル 火曜:人気者でいこう! 水曜:はぐれ刑事純情派 木曜:アナザヘヴンeclipse 金曜:ターニングポイント ※3 月曜:ビートたけしのTVタックル(21:00 - 21:54) 火曜:次週のロンドンハーツ(21:48 - 21:54) 水曜:はみだし刑事情熱系(21:00 - 21:54) 木曜:村上龍ドラマ・最後の家族(21:00～21:54) 金曜:世界痛快伝説!!運命のダダダダーン!(21:00 - 21:54) ※4 月:ちゃんネプ 火曜:『ぷっ』すま 水曜:パパパパPUFFFY 木曜:ぷらちなロンドンブーツ 金曜:嫉妬の香り ※5 月曜:激レアさんをつれてきた。(23:15 - 0:15) 火曜:ソノサキ(23:15 - 0:15) ※6 月曜:激レアさんをつれてきた。 火曜:ソノサキ ※7 月曜:かみひとえ 火曜:ロンドンハーツ ※8 月曜:かみひとえ(23:15 - 0:15) 火曜:ロンドンハーツ(23:15 - 0:15) ※9 水曜:はぐれ刑事純情派 木曜:氷点2001 金曜:世界痛快伝説!!運命のダダダダーン! ※10 水曜:マツコ&有吉の怒り新党 木曜:アメトーーク 金曜:奪い愛、冬 ※11 水曜:白の美術館 木曜:駅前物語 金曜:気づきの扉 ※12 土曜:日曜の天気(22:51 - 22:54) ※13 土曜:海へ(22:51 - 22:55) ※14 土曜:世界水泳(22:57 - 23:00) ※15 土曜:YOU MAY DREAM ※16 日曜:このあと日曜×芸人 |
| 乃 2012.9.15(土) 至 2013.3.30(土) | 土曜ワイド劇場 21:00 - 23:06                       | 土曜ワイド劇場 21:00 - 23:06                       | 土曜ワイド劇場 21:00 - 23:06       | 土曜ワイド劇場 21:00 - 23:06       | 土曜ワイド劇場 21:00 - 23:06                              | 土曜ワイド劇場 21:00 - 23:06                              | 土曜ワイド劇場 21:00 - 23:06                              | 土曜ワイド劇場 21:00 - 23:06                              | 土曜ワイド劇場 21:00 - 23:06                              | 世界の車窓から 23:06 - 23:12                              | 世界の車窓から 23:06 - 23:12                              | 世界の車窓から 23:06 - 23:12                              | 裏Sma!!                                                   |                                                           |                            |          | ※1 月曜:ビートたけしのTVタックル(21:00 - 21:54) 火曜:人気者でいこう!(21:00 - 21:54) 水曜:はみだし刑事情熱系(21:00 - 21:54) 木曜:恋愛中毒(21:00 - 21:54) 金曜:ターニングポイント(21:00 - 21:54) ※2 月曜:ビートたけしのTVタックル 火曜:人気者でいこう! 水曜:はぐれ刑事純情派 木曜:アナザヘヴンeclipse 金曜:ターニングポイント ※3 月曜:ビートたけしのTVタックル(21:00 - 21:54) 火曜:次週のロンドンハーツ(21:48 - 21:54) 水曜:はみだし刑事情熱系(21:00 - 21:54) 木曜:村上龍ドラマ・最後の家族(21:00～21:54) 金曜:世界痛快伝説!!運命のダダダダーン!(21:00 - 21:54) ※4 月:ちゃんネプ 火曜:『ぷっ』すま 水曜:パパパパPUFFFY 木曜:ぷらちなロンドンブーツ 金曜:嫉妬の香り ※5 月曜:激レアさんをつれてきた。(23:15 - 0:15) 火曜:ソノサキ(23:15 - 0:15) ※6 月曜:激レアさんをつれてきた。 火曜:ソノサキ ※7 月曜:かみひとえ 火曜:ロンドンハーツ ※8 月曜:かみひとえ(23:15 - 0:15) 火曜:ロンドンハーツ(23:15 - 0:15) ※9 水曜:はぐれ刑事純情派 木曜:氷点2001 金曜:世界痛快伝説!!運命のダダダダーン! ※10 水曜:マツコ&有吉の怒り新党 木曜:アメトーーク 金曜:奪い愛、冬 ※11 水曜:白の美術館 木曜:駅前物語 金曜:気づきの扉 ※12 土曜:日曜の天気(22:51 - 22:54) ※13 土曜:海へ(22:51 - 22:55) ※14 土曜:世界水泳(22:57 - 23:00) ※15 土曜:YOU MAY DREAM ※16 日曜:このあと日曜×芸人 |
| 乃 2013.4.6(土)                   | 土曜ワイド劇場 21:00 - 23:06                       | 土曜ワイド劇場 21:00 - 23:06                       | 土曜ワイド劇場 21:00 - 23:06       | 土曜ワイド劇場 21:00 - 23:06       | 土曜ワイド劇場 21:00 - 23:06                              | 土曜ワイド劇場 21:00 - 23:06                              | 土曜ワイド劇場 21:00 - 23:06                              | 土曜ワイド劇場 21:00 - 23:06                              | 土曜ワイド劇場 21:00 - 23:06                              | ※15 23:06 - 23:12                                         | ※15 23:06 - 23:12                                         | ※15 23:06 - 23:12                                         | 裏Sma!!                                                   |                                                           |                            |          | ※1 月曜:ビートたけしのTVタックル(21:00 - 21:54) 火曜:人気者でいこう!(21:00 - 21:54) 水曜:はみだし刑事情熱系(21:00 - 21:54) 木曜:恋愛中毒(21:00 - 21:54) 金曜:ターニングポイント(21:00 - 21:54) ※2 月曜:ビートたけしのTVタックル 火曜:人気者でいこう! 水曜:はぐれ刑事純情派 木曜:アナザヘヴンeclipse 金曜:ターニングポイント ※3 月曜:ビートたけしのTVタックル(21:00 - 21:54) 火曜:次週のロンドンハーツ(21:48 - 21:54) 水曜:はみだし刑事情熱系(21:00 - 21:54) 木曜:村上龍ドラマ・最後の家族(21:00～21:54) 金曜:世界痛快伝説!!運命のダダダダーン!(21:00 - 21:54) ※4 月:ちゃんネプ 火曜:『ぷっ』すま 水曜:パパパパPUFFFY 木曜:ぷらちなロンドンブーツ 金曜:嫉妬の香り ※5 月曜:激レアさんをつれてきた。(23:15 - 0:15) 火曜:ソノサキ(23:15 - 0:15) ※6 月曜:激レアさんをつれてきた。 火曜:ソノサキ ※7 月曜:かみひとえ 火曜:ロンドンハーツ ※8 月曜:かみひとえ(23:15 - 0:15) 火曜:ロンドンハーツ(23:15 - 0:15) ※9 水曜:はぐれ刑事純情派 木曜:氷点2001 金曜:世界痛快伝説!!運命のダダダダーン! ※10 水曜:マツコ&有吉の怒り新党 木曜:アメトーーク 金曜:奪い愛、冬 ※11 水曜:白の美術館 木曜:駅前物語 金曜:気づきの扉 ※12 土曜:日曜の天気(22:51 - 22:54) ※13 土曜:海へ(22:51 - 22:55) ※14 土曜:世界水泳(22:57 - 23:00) ※15 土曜:YOU MAY DREAM ※16 日曜:このあと日曜×芸人 |
| 日曜                              | 22時                                               | 22時                                               | 22時                               | 22時                               | 22時                                                      | 22時                                                      | 22時                                                      | 22時                                                      | 23時                                                      | 23時                                                      | 23時                                                      | 23時                                                      | 23時                                                      | 23時                                                      | 23時                       | CM枠     | ※1 月曜:ビートたけしのTVタックル(21:00 - 21:54) 火曜:人気者でいこう!(21:00 - 21:54) 水曜:はみだし刑事情熱系(21:00 - 21:54) 木曜:恋愛中毒(21:00 - 21:54) 金曜:ターニングポイント(21:00 - 21:54) ※2 月曜:ビートたけしのTVタックル 火曜:人気者でいこう! 水曜:はぐれ刑事純情派 木曜:アナザヘヴンeclipse 金曜:ターニングポイント ※3 月曜:ビートたけしのTVタックル(21:00 - 21:54) 火曜:次週のロンドンハーツ(21:48 - 21:54) 水曜:はみだし刑事情熱系(21:00 - 21:54) 木曜:村上龍ドラマ・最後の家族(21:00～21:54) 金曜:世界痛快伝説!!運命のダダダダーン!(21:00 - 21:54) ※4 月:ちゃんネプ 火曜:『ぷっ』すま 水曜:パパパパPUFFFY 木曜:ぷらちなロンドンブーツ 金曜:嫉妬の香り ※5 月曜:激レアさんをつれてきた。(23:15 - 0:15) 火曜:ソノサキ(23:15 - 0:15) ※6 月曜:激レアさんをつれてきた。 火曜:ソノサキ ※7 月曜:かみひとえ 火曜:ロンドンハーツ ※8 月曜:かみひとえ(23:15 - 0:15) 火曜:ロンドンハーツ(23:15 - 0:15) ※9 水曜:はぐれ刑事純情派 木曜:氷点2001 金曜:世界痛快伝説!!運命のダダダダーン! ※10 水曜:マツコ&有吉の怒り新党 木曜:アメトーーク 金曜:奪い愛、冬 ※11 水曜:白の美術館 木曜:駅前物語 金曜:気づきの扉 ※12 土曜:日曜の天気(22:51 - 22:54) ※13 土曜:海へ(22:51 - 22:55) ※14 土曜:世界水泳(22:57 - 23:00) ※15 土曜:YOU MAY DREAM ※16 日曜:このあと日曜×芸人 |
| 至 1987.5.31(日)                  | 日曜洋画劇場                                       | 日曜洋画劇場                                       | 日曜洋画劇場                       | 日曜洋画劇場                       | ニューヨーク情報 22:54 - 23:00                            | ニューヨーク情報 22:54 - 23:00                            | ニューヨーク情報 22:54 - 23:00                            | ニューヨーク情報 22:54 - 23:00                            | ニュース                                                  |                                                           |                                                           |                                                           |                                                           |                                                           |                            |          | ※1 月曜:ビートたけしのTVタックル(21:00 - 21:54) 火曜:人気者でいこう!(21:00 - 21:54) 水曜:はみだし刑事情熱系(21:00 - 21:54) 木曜:恋愛中毒(21:00 - 21:54) 金曜:ターニングポイント(21:00 - 21:54) ※2 月曜:ビートたけしのTVタックル 火曜:人気者でいこう! 水曜:はぐれ刑事純情派 木曜:アナザヘヴンeclipse 金曜:ターニングポイント ※3 月曜:ビートたけしのTVタックル(21:00 - 21:54) 火曜:次週のロンドンハーツ(21:48 - 21:54) 水曜:はみだし刑事情熱系(21:00 - 21:54) 木曜:村上龍ドラマ・最後の家族(21:00～21:54) 金曜:世界痛快伝説!!運命のダダダダーン!(21:00 - 21:54) ※4 月:ちゃんネプ 火曜:『ぷっ』すま 水曜:パパパパPUFFFY 木曜:ぷらちなロンドンブーツ 金曜:嫉妬の香り ※5 月曜:激レアさんをつれてきた。(23:15 - 0:15) 火曜:ソノサキ(23:15 - 0:15) ※6 月曜:激レアさんをつれてきた。 火曜:ソノサキ ※7 月曜:かみひとえ 火曜:ロンドンハーツ ※8 月曜:かみひとえ(23:15 - 0:15) 火曜:ロンドンハーツ(23:15 - 0:15) ※9 水曜:はぐれ刑事純情派 木曜:氷点2001 金曜:世界痛快伝説!!運命のダダダダーン! ※10 水曜:マツコ&有吉の怒り新党 木曜:アメトーーク 金曜:奪い愛、冬 ※11 水曜:白の美術館 木曜:駅前物語 金曜:気づきの扉 ※12 土曜:日曜の天気(22:51 - 22:54) ※13 土曜:海へ(22:51 - 22:55) ※14 土曜:世界水泳(22:57 - 23:00) ※15 土曜:YOU MAY DREAM ※16 日曜:このあと日曜×芸人 |
| 乃 1987.6.7(日) 至 2011.10.2(日)  | 日曜洋画劇場                                       | 日曜洋画劇場                                       | 日曜洋画劇場                       | 日曜洋画劇場                       | 世界の車窓から 22:54 - 23:00                              | 世界の車窓から 22:54 - 23:00                              | 世界の車窓から 22:54 - 23:00                              | 世界の車窓から 22:54 - 23:00                              | ニュース                                                  |                                                           |                                                           |                                                           |                                                           |                                                           |                            |          | ※1 月曜:ビートたけしのTVタックル(21:00 - 21:54) 火曜:人気者でいこう!(21:00 - 21:54) 水曜:はみだし刑事情熱系(21:00 - 21:54) 木曜:恋愛中毒(21:00 - 21:54) 金曜:ターニングポイント(21:00 - 21:54) ※2 月曜:ビートたけしのTVタックル 火曜:人気者でいこう! 水曜:はぐれ刑事純情派 木曜:アナザヘヴンeclipse 金曜:ターニングポイント ※3 月曜:ビートたけしのTVタックル(21:00 - 21:54) 火曜:次週のロンドンハーツ(21:48 - 21:54) 水曜:はみだし刑事情熱系(21:00 - 21:54) 木曜:村上龍ドラマ・最後の家族(21:00～21:54) 金曜:世界痛快伝説!!運命のダダダダーン!(21:00 - 21:54) ※4 月:ちゃんネプ 火曜:『ぷっ』すま 水曜:パパパパPUFFFY 木曜:ぷらちなロンドンブーツ 金曜:嫉妬の香り ※5 月曜:激レアさんをつれてきた。(23:15 - 0:15) 火曜:ソノサキ(23:15 - 0:15) ※6 月曜:激レアさんをつれてきた。 火曜:ソノサキ ※7 月曜:かみひとえ 火曜:ロンドンハーツ ※8 月曜:かみひとえ(23:15 - 0:15) 火曜:ロンドンハーツ(23:15 - 0:15) ※9 水曜:はぐれ刑事純情派 木曜:氷点2001 金曜:世界痛快伝説!!運命のダダダダーン! ※10 水曜:マツコ&有吉の怒り新党 木曜:アメトーーク 金曜:奪い愛、冬 ※11 水曜:白の美術館 木曜:駅前物語 金曜:気づきの扉 ※12 土曜:日曜の天気(22:51 - 22:54) ※13 土曜:海へ(22:51 - 22:55) ※14 土曜:世界水泳(22:57 - 23:00) ※15 土曜:YOU MAY DREAM ※16 日曜:このあと日曜×芸人 |
| 乃 1987.6.7(日) 至 2011.10.2(日)  | 日曜洋画劇場                                       | 日曜洋画劇場                                       | 日曜洋画劇場                       | 日曜洋画劇場                       | 世界の車窓から 22:54 - 23:00                              | 世界の車窓から 22:54 - 23:00                              | 世界の車窓から 22:54 - 23:00                              | 世界の車窓から 22:54 - 23:00                              | 日曜ナイトプレミア(23:00 - 23:55)                         |                                                           |                                                           |                                                           |                                                           |                                                           |                            |          | ※1 月曜:ビートたけしのTVタックル(21:00 - 21:54) 火曜:人気者でいこう!(21:00 - 21:54) 水曜:はみだし刑事情熱系(21:00 - 21:54) 木曜:恋愛中毒(21:00 - 21:54) 金曜:ターニングポイント(21:00 - 21:54) ※2 月曜:ビートたけしのTVタックル 火曜:人気者でいこう! 水曜:はぐれ刑事純情派 木曜:アナザヘヴンeclipse 金曜:ターニングポイント ※3 月曜:ビートたけしのTVタックル(21:00 - 21:54) 火曜:次週のロンドンハーツ(21:48 - 21:54) 水曜:はみだし刑事情熱系(21:00 - 21:54) 木曜:村上龍ドラマ・最後の家族(21:00～21:54) 金曜:世界痛快伝説!!運命のダダダダーン!(21:00 - 21:54) ※4 月:ちゃんネプ 火曜:『ぷっ』すま 水曜:パパパパPUFFFY 木曜:ぷらちなロンドンブーツ 金曜:嫉妬の香り ※5 月曜:激レアさんをつれてきた。(23:15 - 0:15) 火曜:ソノサキ(23:15 - 0:15) ※6 月曜:激レアさんをつれてきた。 火曜:ソノサキ ※7 月曜:かみひとえ 火曜:ロンドンハーツ ※8 月曜:かみひとえ(23:15 - 0:15) 火曜:ロンドンハーツ(23:15 - 0:15) ※9 水曜:はぐれ刑事純情派 木曜:氷点2001 金曜:世界痛快伝説!!運命のダダダダーン! ※10 水曜:マツコ&有吉の怒り新党 木曜:アメトーーク 金曜:奪い愛、冬 ※11 水曜:白の美術館 木曜:駅前物語 金曜:気づきの扉 ※12 土曜:日曜の天気(22:51 - 22:54) ※13 土曜:海へ(22:51 - 22:55) ※14 土曜:世界水泳(22:57 - 23:00) ※15 土曜:YOU MAY DREAM ※16 日曜:このあと日曜×芸人 |
| 乃 2011.10.9(日) 至 2013.3.31(日) | 日曜洋画劇場 21:00 - 23:10                         | 日曜洋画劇場 21:00 - 23:10                         | 日曜洋画劇場 21:00 - 23:10         | 日曜洋画劇場 21:00 - 23:10         | 日曜洋画劇場 21:00 - 23:10                                | 日曜洋画劇場 21:00 - 23:10                                | 日曜洋画劇場 21:00 - 23:10                                | 日曜洋画劇場 21:00 - 23:10                                | 日曜洋画劇場 21:00 - 23:10                                | 日曜洋画劇場 21:00 - 23:10                                | 日曜洋画劇場 21:00 - 23:10                                | 世界の車窓から 23:10 - 23:15                              | 世界の車窓から 23:10 - 23:15                              | 俺の空 刑事編                                             | 俺の空 刑事編              |          | ※1 月曜:ビートたけしのTVタックル(21:00 - 21:54) 火曜:人気者でいこう!(21:00 - 21:54) 水曜:はみだし刑事情熱系(21:00 - 21:54) 木曜:恋愛中毒(21:00 - 21:54) 金曜:ターニングポイント(21:00 - 21:54) ※2 月曜:ビートたけしのTVタックル 火曜:人気者でいこう! 水曜:はぐれ刑事純情派 木曜:アナザヘヴンeclipse 金曜:ターニングポイント ※3 月曜:ビートたけしのTVタックル(21:00 - 21:54) 火曜:次週のロンドンハーツ(21:48 - 21:54) 水曜:はみだし刑事情熱系(21:00 - 21:54) 木曜:村上龍ドラマ・最後の家族(21:00～21:54) 金曜:世界痛快伝説!!運命のダダダダーン!(21:00 - 21:54) ※4 月:ちゃんネプ 火曜:『ぷっ』すま 水曜:パパパパPUFFFY 木曜:ぷらちなロンドンブーツ 金曜:嫉妬の香り ※5 月曜:激レアさんをつれてきた。(23:15 - 0:15) 火曜:ソノサキ(23:15 - 0:15) ※6 月曜:激レアさんをつれてきた。 火曜:ソノサキ ※7 月曜:かみひとえ 火曜:ロンドンハーツ ※8 月曜:かみひとえ(23:15 - 0:15) 火曜:ロンドンハーツ(23:15 - 0:15) ※9 水曜:はぐれ刑事純情派 木曜:氷点2001 金曜:世界痛快伝説!!運命のダダダダーン! ※10 水曜:マツコ&有吉の怒り新党 木曜:アメトーーク 金曜:奪い愛、冬 ※11 水曜:白の美術館 木曜:駅前物語 金曜:気づきの扉 ※12 土曜:日曜の天気(22:51 - 22:54) ※13 土曜:海へ(22:51 - 22:55) ※14 土曜:世界水泳(22:57 - 23:00) ※15 土曜:YOU MAY DREAM ※16 日曜:このあと日曜×芸人 |
| 乃 2011.10.9(日) 至 2013.3.31(日) | 日曜洋画劇場 21:00 - 23:10                         | 日曜洋画劇場 21:00 - 23:10                         | 日曜洋画劇場 21:00 - 23:10         | 日曜洋画劇場 21:00 - 23:10         | 日曜洋画劇場 21:00 - 23:10                                | 日曜洋画劇場 21:00 - 23:10                                | 日曜洋画劇場 21:00 - 23:10                                | 日曜洋画劇場 21:00 - 23:10                                | 日曜洋画劇場 21:00 - 23:10                                | 日曜洋画劇場 21:00 - 23:10                                | 日曜洋画劇場 21:00 - 23:10                                | 世界の車窓から 23:10 - 23:15                              | 世界の車窓から 23:10 - 23:15                              | 日曜×芸人                                                 |                            |          | ※1 月曜:ビートたけしのTVタックル(21:00 - 21:54) 火曜:人気者でいこう!(21:00 - 21:54) 水曜:はみだし刑事情熱系(21:00 - 21:54) 木曜:恋愛中毒(21:00 - 21:54) 金曜:ターニングポイント(21:00 - 21:54) ※2 月曜:ビートたけしのTVタックル 火曜:人気者でいこう! 水曜:はぐれ刑事純情派 木曜:アナザヘヴンeclipse 金曜:ターニングポイント ※3 月曜:ビートたけしのTVタックル(21:00 - 21:54) 火曜:次週のロンドンハーツ(21:48 - 21:54) 水曜:はみだし刑事情熱系(21:00 - 21:54) 木曜:村上龍ドラマ・最後の家族(21:00～21:54) 金曜:世界痛快伝説!!運命のダダダダーン!(21:00 - 21:54) ※4 月:ちゃんネプ 火曜:『ぷっ』すま 水曜:パパパパPUFFFY 木曜:ぷらちなロンドンブーツ 金曜:嫉妬の香り ※5 月曜:激レアさんをつれてきた。(23:15 - 0:15) 火曜:ソノサキ(23:15 - 0:15) ※6 月曜:激レアさんをつれてきた。 火曜:ソノサキ ※7 月曜:かみひとえ 火曜:ロンドンハーツ ※8 月曜:かみひとえ(23:15 - 0:15) 火曜:ロンドンハーツ(23:15 - 0:15) ※9 水曜:はぐれ刑事純情派 木曜:氷点2001 金曜:世界痛快伝説!!運命のダダダダーン! ※10 水曜:マツコ&有吉の怒り新党 木曜:アメトーーク 金曜:奪い愛、冬 ※11 水曜:白の美術館 木曜:駅前物語 金曜:気づきの扉 ※12 土曜:日曜の天気(22:51 - 22:54) ※13 土曜:海へ(22:51 - 22:55) ※14 土曜:世界水泳(22:57 - 23:00) ※15 土曜:YOU MAY DREAM ※16 日曜:このあと日曜×芸人 |
| 乃 2013.4.7(日)                   |                                                    |                                                    |                                    |                                    |                                                           |                                                           |                                                           |                                                           |                                                           |                                                           |                                                           | ※16 23:10 - 23:15                                         | ※16 23:10 - 23:15                                         |                                                           |                            |          | ※1 月曜:ビートたけしのTVタックル(21:00 - 21:54) 火曜:人気者でいこう!(21:00 - 21:54) 水曜:はみだし刑事情熱系(21:00 - 21:54) 木曜:恋愛中毒(21:00 - 21:54) 金曜:ターニングポイント(21:00 - 21:54) ※2 月曜:ビートたけしのTVタックル 火曜:人気者でいこう! 水曜:はぐれ刑事純情派 木曜:アナザヘヴンeclipse 金曜:ターニングポイント ※3 月曜:ビートたけしのTVタックル(21:00 - 21:54) 火曜:次週のロンドンハーツ(21:48 - 21:54) 水曜:はみだし刑事情熱系(21:00 - 21:54) 木曜:村上龍ドラマ・最後の家族(21:00～21:54) 金曜:世界痛快伝説!!運命のダダダダーン!(21:00 - 21:54) ※4 月:ちゃんネプ 火曜:『ぷっ』すま 水曜:パパパパPUFFFY 木曜:ぷらちなロンドンブーツ 金曜:嫉妬の香り ※5 月曜:激レアさんをつれてきた。(23:15 - 0:15) 火曜:ソノサキ(23:15 - 0:15) ※6 月曜:激レアさんをつれてきた。 火曜:ソノサキ ※7 月曜:かみひとえ 火曜:ロンドンハーツ ※8 月曜:かみひとえ(23:15 - 0:15) 火曜:ロンドンハーツ(23:15 - 0:15) ※9 水曜:はぐれ刑事純情派 木曜:氷点2001 金曜:世界痛快伝説!!運命のダダダダーン! ※10 水曜:マツコ&有吉の怒り新党 木曜:アメトーーク 金曜:奪い愛、冬 ※11 水曜:白の美術館 木曜:駅前物語 金曜:気づきの扉 ※12 土曜:日曜の天気(22:51 - 22:54) ※13 土曜:海へ(22:51 - 22:55) ※14 土曜:世界水泳(22:57 - 23:00) ※15 土曜:YOU MAY DREAM ※16 日曜:このあと日曜×芸人 |

#### 繰り下げ、繰り上げ放送
放送開始時刻は、スポーツ中継、特別番組の編成などの影響により繰り下げ、または繰り上げられることがある。その多くは30分以内の変更であるが、中には数時間繰り下げられた例もある。
放送開始時刻が大幅に繰り下げられて24時を超えて日付が変わってからの放送になると、翌日放送分とともに一日に2巻を放送する状況となる。このような場合であっても、1巻目(前日からの繰り越し分)の結尾部における次回の予告ナレーションは、例えば「明日は○○○の車窓をお楽しみください。」であり「今夜は○○○の車窓をお楽しみください。」とは伝えない。また、翌日の放送も24時以降に繰り下げられる場合や、翌日が放送休止日である場合は、当然にして一日2巻の放送とはならない。

#### 放送休止
毎年、年末から翌年始にかけての数日間は本放送が計画的に休止される。この他に、災害や事故などが発生した場合などには急遽放送が休止となる場合がある。あらかじめ放送休止が決定している場合、巻番号(VOL.)は次の放送日に繰り越されるが、急遽放送休止となる場合は、繰り越されずに未放送となる場合 がある。
本番組が水曜日 - 日曜日にも放送されていた頃、全英オープンゴルフ開催日の4日間（木曜日 - 日曜日）において、本番組は計画的に毎年1日 - 3日休止され、特に日曜日については本番組開始以来休止が続いてきた。また、原則として日曜日に実施される国政選挙の投開票日においては特別番組『選挙ステーション』を翌日未明まで放送することから、本番組が計画的に休止されていた。

### ネット局
2022年4月1日以降は、ANN(テレビ朝日)系列の数局で放送している。放送開始当時は、ANN系列の放送局全てのほか、日本テレビ系列、TBSテレビ系列、フジテレビ系列の一部の局でも放送される全国ネットの番組 であったが、ネット局が年々減少し、2022年3月31日を以てANN系列以外で唯一放送していた山梨県のテレビ山梨(JNN(TBS)系列放送局)での放送が打ち切りとなった。
| 放送対象地域 | 放送局       | 系列           | 放送開始時間 ※JST | 放送開始時間 ※JST | 放送開始時間 ※JST | 放送開始時間 ※JST | 放送開始時間 ※JST | 放送開始時間 ※JST | 放送開始時間 ※JST | 備考(遅れなど) 【凡例】★…富士通提供。 |
| 放送対象地域 | 放送局       | 系列           | 月曜              | 火曜              | 水曜              | 木曜              | 金曜              | 土曜              | 日曜              | 備考(遅れなど) 【凡例】★…富士通提供。 |
| ------------ | ------------ | -------------- | ----------------- | ----------------- | ----------------- | ----------------- | ----------------- | ----------------- | ----------------- | ------------------------------------- |
| 関東広域圏   | テレビ朝日   | テレビ朝日系列 | 23:10             | 23:10             | ×                 | ×                 | ×                 | ×                 | ×                 | ★制作局                               |
| 秋田県       | 秋田朝日放送 | テレビ朝日系列 | ×                 | 20:54             | 20:54             | 20:54             | 20:54             | 20:54             | ×                 |                                       |
| 山形県       | 山形テレビ   | テレビ朝日系列 | 23:10             | 23:10             | ×                 | ×                 | ×                 | ×                 | ×                 | 約5ヶ月遅れ                           |

不定期のネット局
- テレ朝チャンネル
協賛スポンサーなしで不定期放送。内容は、朝日新聞出版が発行するDVD『世界の車窓からDVDブック』[31][50] 用にまとめた長編のものである。

過去のネット局
| 放送対象地域  | 放送局                     | 放送当時の系列                | 備考 |
| ------------- | -------------------------- | ----------------------------- | --- |
| 北海道        | 北海道テレビ               | テレビ朝日系列                | 2013年9月26日打ち切り。                                                                                         |
| 青森県        | 青森朝日放送               | テレビ朝日系列                | 2019年3月29日打ち切り。                                                                                         |
| 岩手県        | 岩手朝日テレビ             | テレビ朝日系列                | 2012年3月31日打ち切り。                                                                                         |
| 宮城県        | 東日本放送                 | テレビ朝日系列                | 2005年9月打ち切り。                                                                                             |
| 秋田県        | 秋田放送                   | 日本テレビ系列                | 秋田朝日放送開局まで。                                                                                          |
| 福島県        | 福島放送                   | テレビ朝日系列                | |
| 山梨県        | テレビ山梨                 | TBS系列                       | 2022年3月31日打ち切り。                                                                                         |
| 新潟県        | 新潟テレビ21               | テレビ朝日系列                | 2023年3月28日打ち切り。                                                                                         |
| 長野県        | テレビ信州                 | 日本テレビ系列 テレビ朝日系列 | 長野朝日放送開局まで11:30から放送。                                                                             |
| 長野県        | 長野朝日放送               | テレビ朝日系列                | |
| 富山県        | 北日本放送                 | 日本テレビ系列                | 1988年11月1日より平日 14:55 - 15:00枠にて放送。 1992年3月時点では土曜 14:55 - 15:00。                           |
| 石川県        | 石川テレビ                 | フジテレビ系列                | 北陸朝日放送開局まで未明帯に放送。                                                                              |
| 石川県        | 北陸朝日放送               | テレビ朝日系列                | 2013年9月19日打ち切り。                                                                                         |
| 中京広域圏    | 名古屋テレビ放送(メ～テレ) | テレビ朝日系列                | 2024年3月26日打ち切り。                                                                                         |
| 近畿広域圏    | 朝日放送テレビ             | テレビ朝日系列                | 2024年3月26日打ち切り。                                                                                         |
| 鳥取県 島根県 | 山陰放送                   | TBS系列                       | 1990年1-3月の約3か月間、月曜0:20 - 0:25に、日曜最終番組として放送。ノンスポンサー。エンディングは一枚画に変更。 |
| 広島県        | 広島ホームテレビ           | テレビ朝日系列                | 2013年9月26日打ち切り。                                                                                         |
| 山口県        | 山口朝日放送               | テレビ朝日系列                | 2021年9月30日打ち切り。                                                                                         |
| 香川県 岡山県 | 瀬戸内海放送               | テレビ朝日系列                | 2005年3月打ち切り。2017年8月7日-10日、8月14日-17日の14:05 - 14:10に集中放送。                                   |
| 愛媛県        | 愛媛朝日テレビ             | テレビ朝日系列                | 2021年3月打ち切り。                                                                                             |
| 高知県        | 高知放送                   | 日本テレビ系列                | 2000年代中頃に放送。                                                                                            |
| 福岡県        | 九州朝日放送               | テレビ朝日系列                | 2013年9月30日打ち切り。                                                                                         |
| 長崎県        | 長崎文化放送               | テレビ朝日系列                | 2013年9月29日打ち切り。                                                                                         |
| 熊本県        | 熊本朝日放送               | テレビ朝日系列                | |
| 大分県        | 大分朝日放送               | テレビ朝日系列                | 2015年3月26日打ち切り。2021年10月1日より再開。2023年9月29日打ち切り。                                           |
| 鹿児島県      | 鹿児島放送                 | テレビ朝日系列                | 1990年代後半に放送。2009年10月6日から毎週火曜18:55に再開し、2010年8月24日打ち切り。                             |
| 沖縄県        | 琉球朝日放送               | テレビ朝日系列                | 2019年3月27日打ち切り。                                                                                         |
| 日本全域      | BS朝日                     | テレビ朝日系列                | 2013年10月1日に放送開始し2016年9月29日打ち切り。                                                                |
| 日本全域      | 朝日ニュースター           | テレビ朝日系列                | |

## 受賞歴・催事歴
- 受賞歴
  - 第11回ATP賞特別賞[注釈 32]：1994年6月3日[57]。
  - 第3回橋田賞：1995年4月15日[58]。授賞式は1995年5月10日[59]。
  - MPUグランプリ'95(主催：マルチメディア・プロデューサーズ・ユニオン)BEST REPUTATION OF THE YEAR賞[注釈 33]：1996年
  - 第4回日本ソフトウェア大賞 読売新聞社賞(主催：読売新聞社、アスキー)[注釈 33]：1996年
  - 第9回100万読者が選ぶパソコン・ベスト・ソフト(主催：日経BP社)教養部門賞[注釈 33]：1996年
- 催事歴
  - 「世界の車窓から～世界を巡る旅～」上映・展示会[60]
    - 期間：2005年11月2日 - 12月4日
    - 場所：横浜情報文化センター内
    - 内容：各大陸(6コーナー)に分け、1987年から取材で訪れた96か国を写真パネルと放送ライブラリー公開映像で紹介。11月12日には石丸謙二郎と制作スタッフによる公開セミナーを開催(先着50名)。
    - 備考：本催事に先立ち、2005年3月から同場所にて製作者厳選の23シリーズ168巻を公開。

## 関連商品

### 映像ソフト
番組の映像は、これまで様々な記録媒体と複数の出版元から販売されている。

#### ビデオ
最初に出版されたソフトは、テレビ朝日とテレコムスタッフが制作したビデオカセットテープ(VHS)で、本番組放送開始の翌年の1988年から10年間で約30巻がビクター音楽産業（現：JVCケンウッド・ビクターエンタテインメント）またはテレビ朝日から発売された。一巻あたり30分間が主体であるが、1997年には45分 - 50分のものが販売されるようになった。また、1992年からは同じ発売元から本ソフトをまとめた約60分間のレーザーディスクの販売が始まった。

#### CD-ROM
1995年9月には、スポンサーの富士通が企画・制作したCD-ROMが、富士通パレックス(現：ジー・サーチ)から発売された。各ソフトは、それぞれWindows版(3.1、95に対応)とMacintosh版の2種類が製造され1998年4月までに10作が販売されている。富士通のマルチメディア・コンテンツ推進本部が、当時一般家庭に普及してきたPCに親しめるきっかけとなることを狙って制作したもので、ターゲット層は30歳～50歳ぐらいの男性であった。このソフトは1997年10月時点で7作目までの累計販売が33万本を記録するベストセラーシリーズとなった ことから、富士通は第1作から第5作のCD-ROMポケット版をWindows 95専用ソフトとして製作し、標準価格を従来の6,800円(税別)の半額以下となる2,800円(税別)に設定して第8作発売直後となる1997年12月に販売した。また、これに先立つ1996年12月にはセガ・エンタープライゼスの協力を得てセガサターン版「世界の車窓から［I］スイス編～アルプス登山鉄道の旅～」を発売 している。

#### DVD/ブルーレイ
2002年6月、本放送開始15周年を記念して、テレビ朝日、テレコムスタッフの企画制作によりビクターエンタテインメントから初のDVD『「世界の車窓から」世界一周鉄道の旅』全10巻が発売された。世界55か国5大陸の鉄道と乗客・沿線風景などを撮影した番組の映像に加えて、空撮版車窓の旅や取材スタッフが旅の途中で撮影した写真でめぐる車窓の足跡などの映像特典が各巻についており、前述のVHS版に特典を付加した 商品である。本DVDは2003年7月に再販されている。
2004年には、本放送6000回を記念して朝日新聞社、バップからDVD全10巻が発売されている。全巻にそれぞれ解説書とコースマップが付いている。本ソフトのうち「スイス鉄道の旅」は2013年7月25日にコロムビアから再販されている。
2007年11月20日に、朝日新聞社から『世界の車窓からDVDブック』 の販売が開始され、2008年4月からは朝日新聞社から出版部門が分社独立して設立された朝日新聞出版 が販売者となり、2009年2月5日の30号の発売まで30巻が順次刊行された。さらに2010年8月5日からは第2期として31号 - 50号の計20巻 が発売されている。本DVDは現在も販売中である が、その多くは品切れとなっている。
2022年7月28日に、放送開始35周年を記念してユーキャンから『世界の車窓から－鉄道でめぐる絶景の旅－』全10巻が発売された。ハイビジョンでの放送が始まった2000年10月から2019年までの映像の中から5大陸43か国を厳選し、石丸謙二郎のナレーションとともに鉄道で周遊する内容となっている。見どころを写真と地図でまとめた専用の鑑賞ガイドブック『旅のアルバム』(AB版・48頁)が付録されている。DVDとともに初めてブルーレイでも販売され、また、従来の映像ソフトは各シリーズとも一巻ずつ販売したのに対し、本商品は全10巻を一括セットで販売され(DVD、ブルーレイともに税込39,760円)特製の収納ケースに収められている。制作および著作はテレビ朝日とテレコムスタッフである。

#### 配信
2021年3月1日より動画プラットフォーム「TELASA(テラサ)」と「テレ朝動画」にて『世界の車窓から 特別編集版』の配信が開始され、翌日の3月2日からはAmazonプライム・ビデオのプライム会員向け見放題コンテンツでも配信が開始された。全50編で各編60分から70分ほどに編集されていて、上記『DVDブック』版と同じ構成になっている。

### 音声

#### CD
本番組のテーマ曲「世界の車窓から」(溝口肇)を収録したCDが複数種類発売されている。
| タイトル         | サブタイトル           | レーベル                  | 品番       | 価格   | 発売日         | 収録内容                   | 代表曲等 |
| ---------------- | ---------------------- | ------------------------- | ---------- | ------ | -------------- | -------------------------- | --- |
| ファー・イースト | ～世界の車窓から～     | ROUX                      | VICL-60158 | 2400円 | 1998年1月1日   | 溝口肇の作品集             | 世界の車窓から、Living Stone、66 miles、Amazing Grace、 世界の車窓から～Orchestra Ver.ほか全11曲。                                                                         |
| WORLD TRAVEL     | See the world by train | ユニバーサル ミュージック | UICZ1096   | 2476円 | 2003年10月22日 | 本番組のBGM のなかから選曲 | 世界の車窓から(溝口肇)、アフリカ(TOTO)、 ジーザス・カミング・スーン(エリック・クラプトン)ほか全16曲。                                                                      |
| 世界の車窓から   | Next Journey           | バップ                    | VPCD-81489 | 2430円 | 2004年9月22日  | 本番組 サウンドトラック    | brownie(ANB系「世界の車窓から」より)、世界の車窓から[2004 version]、 interlude～世界の車窓から[sunrise version]、 epilogue～世界の車窓から[cello solo version]ほか全14曲。 |

#### 呼出音
本番組のテーマ曲にナレーター石丸謙二郎のナレーションが加わったスマートフォン用の呼出音を テレ朝コール から配信している。docomo、SoftBank、auの各キャリアにおいてサービスを提供していたが、このうちSoftBankとauは新規受付を終了している。
| タイトル                          | アーティスト       | 価格(税別) |
| --------------------------------- | ------------------ | ---------- |
| 世界の車窓から 呼出音(イタリア編) | 溝口肇、石丸謙二郎 | 月額100円  |
| 世界の車窓から 呼出音(スイス編)   | 溝口肇、石丸謙二郎 | 月額100円  |
| 世界の車窓から 呼出音(フランス編) | 溝口肇、石丸謙二郎 | 月額100円  |
| 世界の車窓から 呼出音(ドイツ編)   | 溝口肇、石丸謙二郎 | 月額100円  |

### 書籍

#### 一般
1987年から1990年までに訪れた国や地域の鉄道の写真集『世界の車窓から』と、DVDを組み合わせた商品が複数販売されている。このうち、2007年に発売が開始された『世界の車窓からDVDブック』(前述)はDVDが主体で書籍は付録あるいはDVDの解説的位置づけである。一方、2005年に発刊した『あこがれの鉄道旅行』は紙媒体が主体で付録としてDVDが付いている。

#### 楽譜
本番組のテーマ曲『世界の車窓から』の楽譜が複数の出版社からいくつかの楽器用に販売されている。また、紙媒体での販売ではないがヤマハのデータダウンロードサービスの一つである「プリント楽譜」から『世界の車窓から』チェロ版のほかにピアノ版など33商品を販売(各140-720円)している。
| タイトル           | サブタイトル             | 著者                  | 出版                       | 発売日     | 価格   | 備考             |
| ------------------ | ------------------------ | --------------------- | -------------------------- | ---------- | ------ | ---------------- |
| 世界の車窓から     | SEE THE WORLD BY TRAIN   | 嵐山光三郎            | 一季出版                   | 1990年2月  | 2500円 | 141頁。          |
| あこがれの鉄道旅行 | v.1遺産と古都をめぐる    | テレビ朝日            | テレビ朝日コンテンツ事業部 | 2005年6月  | 1571円 | DVD付き、159頁。 |
| あこがれの鉄道旅行 | v.2大自然を駆け抜ける    | テレビ朝日            | テレビ朝日コンテンツ事業部 | 2005年11月 | 1762円 | DVD付き、159頁。 |
| あこがれの鉄道旅行 | v.3歴史街道を走る        | テレビ朝日            | テレビ朝日コンテンツ事業部 | 2006年6月  | 1672円 | DVD付き、159頁。 |
| あこがれの鉄道旅行 | v.4遥かなる大地を行く    | テレビ朝日            | テレビ朝日コンテンツ事業部 | 2007年5月  | 1762円 | DVD付き、159頁。 |
| 世界の車窓から     | 金管5重奏                | 溝口肇(編曲:辻峰拓)   | Winds Score                | 2013年1月  | 3027円 | 参考演奏CD付き。 |
| 世界の車窓から     | 木管5重奏                | 溝口肇(編曲:辻峰拓)   | Winds Score                | 2013年1月  | 3027円 | 参考演奏CD付き。 |
| 世界の車窓から     | フルート3(4)重奏         | 溝口肇(編曲:辻峰拓)   | Winds Score                | 2013年1月  | 3027円 | 参考演奏CD付き。 |
| 世界の車窓から     | 打楽器4重奏              | 溝口肇(編曲:大竹隆文) | Winds Score                | 2013年1月  | 3027円 | 参考演奏CD付き。 |
| 世界の車窓から     | ホルン4重奏              | 溝口肇(編曲:平田瑞貴) | Winds Score                | 2013年1月  | 3027円 | 参考演奏CD付き。 |
| 世界の車窓から     | バリ・チューバ4重奏      | 溝口肇(編曲:平田瑞貴) | Winds Score                | 2013年1月  | 3027円 | 参考演奏CD付き。 |
| ドレミファ器楽     | 世界の車窓から           | 溝口肇(編曲:佐藤博昭) | ミュージックエイト         | 2014年5月  | 3850円 |                  |
| MUSIC FOR PIANO    | TAKUMI/匠 世界の車窓から | 松谷卓 溝口肇         | 全音楽譜出版社             | 2014年9月  | 770円  | 10頁。           |

### カレンダー
カレンダーは、本来、富士通グループ各社が取引先への年末挨拶の訪問の際に持参する営業ツールの一つであり非売品であった。グループ各社は、それぞれ自社名をカレンダーに印刷して得意先などに配っていた。カレンダーは壁掛け用と卓上用があったが、卓上用は2020年版を以て製造を終えている。一般人がカレンダーを入手できるようになったのは、2003年末に2004年版の壁掛けカレンダーを 富士通WEB MART から限定販売した時からである。
カレンダーの制作は富士通グループ外の業者に発注していたが、2007年版からは富士通アプリコ(現：富士通コワーコ)が製造を担っている。従来の仕様は、表紙を含め13枚綴りの縦長のものであり、カレンダーを筒状にまるめ細長い紙の筒に収めていた。2013年版カレンダーからは、中央の折り目でカレンダーをめくって見開きにする、表紙を含めて7枚綴り両面刷りの小型サイズに変更され、これにあわせて荷姿も持ち運びしやすい専用封筒サイズになった。
従来は、富士通カレンダー販売事務局が販売期間を11月から12月にかけて設けて700部を販売してきたが、2023年版からは楽天市場の富士通さぷらい広場にて販売期間を11月の中旬に早めて販売している。販売期間終了日にかかわらず完売を以て販売終了となる。

## エピソード・語り草

### 番組・放送内容
- 本番組開始当時は、放送する鉄道や列車の選択に故宮脇俊三氏が参加[1] していた。
- テレビ朝日は、本番組の提供読み「富士通の提供でお送りします（しました）」について小林一枝氏（元アナウンサー）を放送開始当初から約20年間登用してきたが、2008年頃に2代目（担当者は不明）に変更[要出典]となった。
- 1988年10月19日(水)は、関西圏と一部の地域においてネット中継[109] していたプロ野球「ロッテオリオンズ対近鉄バファローズ」ダブルヘッダー戦(10.19)を21時から急遽全国ネット中継に切り替えて放送したことにより、テレビ朝日と一部のネット局では本番組が休止となった[注釈 39]。
- 2000年6月18日(日)は、ル・マン24時間レースのゴール中継放送実施のため、22時54分開始の本番組の放送開始時刻が例年通り繰り上げられて22時49分とする番組編成としていた[110] が、前番組のプロ野球「阪神タイガース対読売ジャイアンツ」戦の中継放送が5分延長されたため、結局は通常通り22時54分の放送開始となった。
- 2001年9月12日(水)は、前日に起きたアメリカ同時多発テロ事件(9.11)に関連してニュースステーション特別番組“もはやこれは戦争か”を、通常より54分早い21時から放送したことに伴い、本番組の放送開始時刻も本来の21時48分から54分繰り上げて20時54分となった[111]。定期番組として本番組が20時台に放送されることは放送開始以来初めてのことであり、これは最も早い放送開始時刻の記録となっている[注釈 1]。
- 2010年10月16日（VOL.8402）の本編で使用された音楽（ハイドン作曲『ピアノ三重奏曲第18番』）は、オーストリアのロケで収録したハイドン・ホール（ドイツ語版）の演奏をそのまま採用した[112]。
- 2011年3月12日～4月15日は、東北地方太平洋沖地震による宣伝自粛のため番組提供者の提供クレジットとCMがACジャパンに差し替えられた。
- 2012年5月29日 - 6月3日の期間は、富士通は「2014 FIFAワールドカップ」アジア地区最終予選の宣伝PR番組への提供に移動し、本番組を提供せずにスポットCMで放送された[113]。
- 2014年7月28日 - 8月1日の期間は、テレビ朝日・六本木ヒルズ合同イベント「テレビ朝日・六本木ヒルズ 夏祭り SUMMER STATION」のPR番組のため、放送時間が26時20分 - 26時25分(翌日の2時20分 - 2時25分)に移動(2日のみ26時22分 - 26時27分)した。スポンサーの富士通はPR番組を提供した。
- 2016年4月1日、4月4日、4月7日・4月8日の各日は、「報道ステーション」のメインキャスター交代による一時番組休止に伴う代替番組として「ANNニュース&スポーツ」(4回とも)および「検索ちゃんネタ祭り」(4月1日)、ドラマしくじり先生（4月4日）、ゴン中山&ザキヤマのキリトルTV（4月7日）、ロンドンハーツ&アメトーク（4月8日）を放送したことにより放送開始時刻の変更が4回あった。
- 毎年8月の「熱闘甲子園」放送日には本番組の時間帯が30分繰り下げられるが、2016年はリオデジャネイロオリンピック関連番組を10分間放送したため「熱闘甲子園｣とあわせて40分の繰り下げ放送となった。
- 2017年9月18日は「ミュージックステーションウルトラFES」第3部が急遽30分拡大放送されたことに伴い、本番組が30分繰り下げて放送された。
- 2018年5月29日(火)(VOL.10321)は、台湾・阿里山森林鉄道の旅について紹介しているが、同路線が自然災害により2009年から一部区間運休中であったことから、運休中区間について1999年7月および1989年1月に放送した映像の一部を放送した。また同年6月11日(月)(VOL.10324)は、下淡水渓鉄橋について紹介する際に1996年6月に放送した映像の一部を放送して紹介した。
- 2020年2月、COVID-19感染症拡大に伴い、新たなシリーズの制作が困難となったことから、2020年6月(VOL.10519) - 2021年10月(VOL.10664)の1年5か月間(146巻)は世界の車窓からベストセレクション[114] シリーズと銘打って過去の巻を再放送、あるいは過去の複数の巻を再編集して放送した。
- 2020年8月は、COVID-19感染症拡大抑制のために全国高等学校野球選手権が中止となったことから「熱闘甲子園」は放送されず[115]、本番組の繰り下げはなかった。
- 2024年7月23日(VOL.10939)は、番組を送り出す「マスター」の不具合により午後10時半からCMの放送ができなくなる事故が発生[116][117]した。この影響で、冒頭のスポットCM、番組途中のタイムCMおよび終盤のスポットCMの3枠に替えて六本木ヒルズ屋上から撮影したの東北東方面の夜景のライブ映像が流され、画面右上には各枠にて“この後「世界の車窓から」”、“引き続き「世界の車窓から」”、“この後「ロンドンハーツ」”のテロップが表示され、画面下には放送開始から5秒後以降“機器の不具合によりコマーシャルが送出できない状況となっております”のテロップが表示され続け、番組終了の5秒前に“引き続き番組は予定通り放送いたします”に差し替えられた。また、提供クレジット枠は富士通のロゴ表示や音声案内が一切省略された。系列局にも影響が出たという[116]。
- 過去に本番組のタイトルを模倣或いは意識した様々な番組やコラムとして登用された（例：『世界の社食から』NHKの番組「サラリーマンNEO」でかつて存在したコーナーで、世界の社員食堂を紹介。『政界の車窓から』東京新聞。『せいかいの車窓から』『セ界の車窓から[118]』テレビ朝日「ニュースステーション」の一コーナー。『堺の車窓から』日本テレビ。『都内の車窓から』日本テレビ。ほか多数。)
- 日本国内では夜行列車が衰退しており、列車の種類の都合から今後も日本の列車が特集される可能性は無いと考えられている[要出典]。日本の鉄道がシリーズ化されない理由として前述の他、日本の鉄道は首都圏・大都市だと特に人の往来が激しく、人間の多さ故に車窓としての景観にそぐわないためであると考えられる[要出典]。

### ロケ・取材
- 最初のシリーズ「英国」に続くシリーズ「仏国」のロケは1987年6月初旬から開始する予定で、当時のスタッフは「英国」の時と同様に日本からディレクター、カメラマンだけが現地に趣き、コーディネーターとカメラ機材、車両は取材先で調達することが決まっていた。ところが、取材直前になってカメラの調達が不可能となり代替品で対応したが、これが散々な代物であり苦労したことから、以降はビデオエンジニアを日本から同行させる現在の取材スタイルになった[13]。
- 本番組の撮影をするにあたって一番大変なことは「移動」であるという。撮影機材の三脚、カメラ用バッテリー、収録用テープなど約5 - 6個ほどのジュラルミンケース、それに、1か月に亘るスタッフの旅用具を合わせ、総重量が150 kgほどの荷物を列車に積み込む際に、これを赤帽やポーターに依頼するのであるが、例えばインドでは荷物の量を見て「話が違う」「多すぎる」「自分たちでは運べない」など次々に文句を言われ、運搬費を多く徴収しようとするのでいちいち交渉しなければならず、決裂するとエスカレーターやエレベーターが皆無の駅構内を自分達ですべて運ばなければならないため、大変苦労するという[119]。
- 1988年にメキシコでロケを行った際、突然砂漠の真っ只中でレール交換のために6時間待機させられた[21]。
- 1989年にアルゼンチンでロケを行った際、牽引する機関車と客車との連結器が外れてしまい、客車を置いたまま機関車だけが走っていってしまったことがあった[21]。
- 1989年、ユーゴスラビアのベオグラード＝バール鉄道（英語版）にある地上高200 mの世界有数の橋「マラ・リイェカ橋梁（英語版）」を通過する列車を空撮するために、ユーゴスラビア空軍の協力でヘリコプターを飛ばしてもらったが、鉄道のダイヤ遅延により目的の列車を撮影できず、ヘリコプターの燃料切れ寸前になって別の列車がやってきてどうにか撮ることができた[120]。
- 1991年のグアテマラでのロケでは、取材で乗った列車に貨物トラックが踏切で突っ込むという事故に遭い、線路は曲がり、鉄道は「今日はここまで」という状態になってしまった。すると地元の乗客はすぐさま列車から降りて、警察が来るよりも早くどこからともなくバスがあちこちから来て、全員がそれぞれに分乗してあっという間にその場を離れてしまい、取材陣だけがその場に取り残されてしまったことがある[121]。
- 1991年のウガンダでは、列車の座席のスプリングがむき出しになっていた。その理由は、客が座面の生地を剥ぎ取って売ったりしているからだそうで、スタッフは何か切実なものを感じたという[22]。
- 1992年のパラグアイでは、薪を炊いて走る蒸気機関車が草原の真ん中で止まってしまった。原因はブレーキの部品が飛んで紛失してしまったからだそうで、その場で即席の部品を作り、応急処置して運転を再開した[121]。
- 1998年、ジンバブエでディーゼル機関車が故障して2時間近く立ち往生した際に、ディレクターの福本浩はその時間を利用して番組2本を制作した[122]。
- 2007年、オーストラリアのZigZag鉄道（英語版）が日曜日に限り蒸気機関車を走らせるとあって取材に向かったところ、この日は極度の乾燥により「山火事を起こす危険がある」との鉄道会社の判断でディーゼル機関車に変更されてしまっていた[123]。
- 2007年8月、チェコのプラハからスロバキアのブラチスラヴァに向かう蒸気機関車牽引の観光列車が給水のために沿線のため池のそばで停止したところ、乗り込んでいた鉄道ファンの老若男女の乗客たちが突然全裸になって次々とため池に飛び込んでいき、スタッフ達は目のやり場に困ったという。また、チェコからスロバキアにかけてのロケでは、日本人スタッフ2名が病気となって現地の病院でカルシウム注射を打たれたところ、1人（ディレクター）は意識が朦朧となり、もう1人（カメラマン）は失神してしまったためロケが頓挫しかけた[124]。
- 2008年1月、ジンバブエから南アフリカに入国した早朝4時に、車窓を流れる美しい朝焼けを撮影している最中、目の前をカメラがガタっと動くのに気がつき外を見ると、線路際を歩く男がジャンプしてカメラをひったくろうとしていた。走っている列車に対し、線路敷からジャンプしてカメラを奪い取ろうとする卓越した運動神経に、スタッフは呆然とした[125]。
- 2008年11月、台湾の台東線での取材中、台湾のあるテレビ局からスタッフの撮影の様子を取材されインタビューを受けた。翌日、この様子が「列車を撮影しながら旅を続けるカメラマンにスポットを当てたニュース特集」としてオンエアされたという[126]。
- 2009年1月、ザンビアにて疾走する列車の雄姿を撮影すべく線路脇で待ち構えていたところ、脱線事故によりダイヤが乱れて列車が来ないまま日没となってしまい、撮影を諦めた。その数日後、リヴィングストン駅で夜行列車に乗り込み20時の出発時刻を待っていたところ、今度は先行していた貨物列車が脱線してしまい、鉄道職員から2時間待つよう告げられた。結果、出発したのは翌朝になってからであった[127]。
- 2010年春、エクアドルで貨物列車の屋根の上に乗客が座れるという列車からアンデスの絶景を撮影しようと、乗車の2か月前から現地の鉄道会社とやり取りして撮影許可まで取得していた。ところが、現地入りするとその路線は道路工事のために線路が撤去されており、バス（実際はレールバス）で目的地に向かうよう告げられ、屋根上からの撮影は叶わなかった。しかし、このバスの車内にはガイドがいて、車窓に見える火山を紹介してくれたり、乗客達に自己紹介させたり、鉄道にまつわる本当にあった怖い話などをしてくれたりして、修学旅行やバスツアーのようであったという[128]。
- 2011年夏、スロベニアでボーヒン鉄道（英語版）の観光列車の走る様子を撮影しようと試みたが、現地で雇ったドライバーは方向音痴という致命的な欠点を抱えており、コーディネーターは老眼で地図がよく見えないという状況で、撮影に大変苦労した[129]。
- 2020年2月、COVID-19感染症に伴うパンデミックの影響による渡航の制限などにより日本国外での取材、撮影が大きく制限を受け、新たな番組制作のための取材ができなくなった[130]。1年10か月後の2021年10月から、海外のカメラマンやコーディネーターに依頼する体制で撮影を再開し[131]、日本のスタッフとの間でのオンライン会議等を通じて取材を進め、同年11月から再び新たなシリーズの放送が始まった。2022年10月からは、ディレクターのみ単身で海外に赴く体制の取材となり[132]、2023年2月になって、約3年振りに通常の取材体制に戻った[133]。

### 石丸謙二郎
- 岡部憲治が石丸謙二郎をナレーションに起用する際の評価は「うまいのか下手なのかよくわからないけど、何か明るそうで良いんじゃない？」という程度であった[134]。
- 石丸謙二郎がつかこうへいの劇団に所属していた頃、しゃべりが得意でなく、劇団仲間の風間杜夫から「本当にお前が(ナレーションを)やっているのか？」と疑われた[134]。
- 番組は初回からナレーションを担当し、収録は最初の時に1回だけ技術の音響担当とともにテストを実施、それ以降は全ておまかせで本番収録している[134]。
- 過去に一度だけ、舞台が続いたときに声を潰してしまったため、ナレーション撮りのスケジュールをオンエア直前にのばしてもらうことにより声を回復させ、初の代役となる事態を回避することができた[135]。
- 放送が1000回に達した頃、「毎日放送しているから1000回まではあっという間だったけど、これにあと0がもう1個つくとスゴイね。」と発言したことに対し、周囲の関係者から「そんな馬鹿な、そうしたらおじいちゃんになってるよ。」といいながらドッと笑ったという[4]。
- 2016年5月2日の通算10000回の放送日を目前に控えた2016年4月28日に、本番組と同様にテレビ朝日で長寿帯番組となっている『徹子の部屋』に出演した[136]。
- 石丸は本放送で登場回数が最も多いフランスやイタリアには行ったことがなかったという。その理由について本人曰く本番組の収録が頻繁にあり、長い旅に出られないとのことであった[137]。しかし石丸は2024年8月にスイスとイタリアの国境にあたるマッターホルン/チェルビーノへのスイス側からの登頂を果たした。このためイタリアに行ったことになった[138]。

## 年表
| 1987年 | 6月  | 1日：  | 21時54分に第1巻(VOL.1)の放送を開始。以降、平日は21時54分、土曜日・日曜日は22時54分に6分間の番組として毎日放送。    |
|        |      | 11日： | 映画『鑓の権三』放送に関連して放送時間を初めて変更し、22時24分から放送(30分の繰り下げ)。                           |
|        |      | 13日： | ル・マン24時間レースのスタート放送(22時59分)に関連して放送時間を初めて繰り上げて22時51分から放送(3分の繰り上げ)。  |
|        | 7月  | 19日： | 全英オープンゴルフ最終日放送のため初めて放送を休止。                                                               |
|        | 9月  | 9日：  | 100回(VOL.100)放送を達成。                                                                                         |
|        |      | 29日： | スペシャル“ヨーロッパ鉄道の旅・森と湖の国フィンランド”を放送。                                                     |
| 1998年 |      | ：     | 『世界の車窓から』ビデオカセットテープ(VHS)の販売を開始。                                                          |
|        | 10月 | 14日： | 500回(VOL.500)放送を達成。                                                                                         |
| 1990年 | 2月  | ：     | 写真集『世界の車窓から』を発刊。                                                                                   |
|        | 3月  | 1日：  | 1000回(VOL.1000)放送を達成。                                                                                       |
| 1992年 |      | ：     | レーザーディスク版『世界の車窓から』の販売を開始。                                                                 |
|        | 11月 | 30日： | 2000回(VOL.2000)放送を達成。                                                                                       |
| 1994年 | 6月  | ：     | 番組制作者であるテレコムスタッフがATP賞特別賞を受賞。                                                              |
| 1995年 | 4月  |        | 橋田賞を受賞。 |
|        | 9月  | ：     | CD-ROM版『世界の車窓から』の販売を開始。                                                                           |
|        |      | 5日：  | 3000回(VOL.3000)放送を達成。                                                                                       |
| 1996年 |      | ：     | CD-ROM「世界の車窓から［I］スイス編」が、BEST REPUTATION OF THE YEAR賞などを3賞を受賞。                            |
|        | 1月  | 2日：  | 3000回記念スペシャル“火車で行く中国東海岸・上海－厦門・食の旅”を放送。                                             |
|        | 12月 | ：     | セガサターン版『世界の車窓から』の販売を開始。                                                                     |
| 1998年 | 1月  | 1日：  | CD『ファー・イースト～世界の車窓から～』の販売を開始。                                                             |
|        | 4月  | 4日：  | 土曜日の放送開始時間を22時54分から22時55分に1分繰り下げ。                                                          |
|        | 6月  | 11日： | 4000回(VOL.4000)放送を達成。                                                                                       |
| 1999年 | 4月  | 3日：  | 土曜日の放送開始時間を22時55分から22時54分に1分繰り上げ。                                                          |
|        | 10月 | 2日：  | 土曜日の放送開始時間を22時54分から22時51分に3分繰り上げ。                                                          |
| 2000年 | 3月  | 27日： | 平日の放送開始時間を21時54分から21時48分に6分繰り上げ。                                                            |
|        | 8月  | ：     | ハイビジョン収録開始。                                                                                             |
|        | 10月 | 30日： | ハイビジョンによる放送開始。従来の横縦比4:3型テレビでは画面をレターボックス状態で放送。                            |
| 2001年 | 3月  | 18日： | 5000回(VOL.5000)放送を達成。                                                                                       |
|        | 5月  | 6日：  | 富士通スペシャル5000回記念“イタリア地中海岸の旅ローマ発ナポリ・シチリア”を放送。                                   |
|        | 9月  | 12日： | 定期番組として放送開始以降最も早い時刻に放送(20時54分-21時)。                                                      |
|        | 10月 | 1日：  | 平日の放送開始時間を21時48分から23時10分に72分繰り下げ。                                                           |
| 2002年 | 6月  | ：     | 放送開始15周年記念DVD『世界の車窓から・世界一周鉄道の旅』の販売を開始。                                            |
| 2003年 | 3月  | 31日： | 富士通『世界の車窓から』ホームページをリニューアル。                                                               |
|        | 10月 | 22日： | CD『WORLD TRAVEL～See the world by train～』の販売を開始。                                                         |
|        | 12月 | 23日： | 6000回(VOL.6000)放送を達成。                                                                                       |
| 2004年 | 8月  | ：     | DVD『世界の車窓から・放送6000回記念』の販売を開始。                                                                |
|        | 9月  | 22日： | CD『世界の車窓から Next Journey』の販売を開始。                                                                    |
| 2005年 | 6月  | ：     | 書籍『世界の車窓から・あこがれの鉄道旅行』の販売を開始。                                                           |
| 2006年 | 10月 | 17日： | 7000回(VOL.7000)放送を達成。                                                                                       |
| 2007年 | 2月  | 5日：  | 『世界の車窓から』カレンダーの販売を開始。                                                                         |
|        | 11月 | ：     | テレビ朝日『世界の車窓から』ホームページを掲載開始。                                                               |
|        |      | 20日： | DVD『世界の車窓から・DVDブック』の販売を開始。                                                                     |
|        | 12月 | 16日： | 放送開始20周年記念スペシャル“鉄道の故郷イギリスを巡る旅”を放送。                                                   |
| 2009年 | 1月  | 12日： | デジタル放送開始。アナログテレビのレターボックス右上に「アナログ」と表記。                                         |
|        | 8月  | 24日： | 8000回(VOL.8000)放送を達成。                                                                                       |
| 2011年 | 10月 | 9日：  | 日曜日の放送開始時間を22時54分から23時10分に76分繰り下げ。                                                         |
| 2012年 | 4月  | 2日：  | テレビ朝日『世界の車窓から』ホームページをリニューアル。Webによる一般視聴者からの意見、感想を収集開始。            |
|        | 7月  | 1日：  | 9000回(VOL.9000)放送を達成。                                                                                       |
|        | 9月  | 29日： | 土曜日の放送開始時間を22時51分から23時6分に75分繰り下げ。                                                          |
| 2013年 | 3月  | 31日： | この日を以て土曜日・日曜日の放送を休止。週5回の放送に移行。                                                        |
|        | 6月  | 1日：  | 定期番組として放送開始以降最も遅い時刻に放送(2時57分-3時2分)。                                                     |
| 2016年 | 5月  | 2日：  | 10000回(Vol.10000)放送を達成。                                                                                     |
| 2017年 | 3月  | 31日： | 放送開始30周年記念“世界の車窓から 厳選ルート”を放送。この日を以て水曜日から金曜日の放送を休止し週2回の放送に移行。 |
| 2018年 | 10月 | 1日：  | 放送開始時間を23時10分から23時15分に5分繰り下げ。                                                                  |
| 2019年 | 9月  | 30日： | 放送開始時間を23時15分から23時10分に5分繰り上げ。                                                                  |
| 2020年 | 6月  | 1日：  | COVID-19感染症のパンデミックによる海外渡航制限により、過去の内容を再放送するなど(ベストセレクション)で対応を開始。 |
| 2021年 | 3月  | 1日：  | 動画プラットフォーム「TELASA」「テレ朝動画」にて“世界の車窓から 特別編集版”の配信を開始。                          |
|        |      | 2日：  | Amazonプライム・ビデオにてプライム会員向けに“世界の車窓から 特別編集版”の配信を開始。                              |
|        | 10月 | ：     | 海外人材を活用した取材を開始。                                                                                     |
|        | 11月 | 1日：  | 17か月振りに新たな内容での放送を開始。                                                                             |
| 2022年 | 3月  | 31日： | テレビ山梨(JNN(TBS)系列放送局)での放送打ち切りを以て、ANN系列以外での放送が全て終了。                              |
|        | 7月  | 28日： | 放送開始35周年記念DVD/ブルーレイ全10巻『世界の車窓から－鉄道でめぐる絶景の旅』の販売を開始。                       |
|        | 10月 | ：     | COVID-19感染症拡大以降停止してた日本からの人材が現地に参加(ディレクターのみ)した取材を再開。                       |
| 2023年 | 1月  | 1日：  | Web上での視聴者等からの意見・感想の募集を停止(3月11日に再開)。                                                     |
|        | 2月  | ：     | 従来(COVID-19感染症パンデミック以前)の体制での取材再開。                                                           |
|        | 9月  | 29日： | 大分朝日放送での放送打ち切りを以て、放送は本州だけとなった。                                                       |
| 2024年 | 3月  | 26日： | 朝日放送と名古屋テレビ放送での放送が打ち切られ、放送エリアは関東地方および東北地方のみとなった。                   |
| 2025年 | 3月  | 4日：  | 11000回(Vol.11000)放送を達成。                                                                                     |